# Belice
Belice (en inglés: Belize) es un país soberano de América ubicado en el extremo noreste de América Central. Limita al norte con México y al sur y oeste con Guatemala. El golfo de Honduras lo separa del país homónimo. La capital es la ciudad de Belmopán y la ciudad más poblada es la Ciudad de Belice, que sirvió como capital hasta el año 1970, cuando la destrucción causada por el huracán Hattie obligó al gobierno a transferir la capital a la entonces comunidad planeada de Belmopán, fundada en 1960. Es el único país de América Central cuyo idioma oficial es el inglés y con una forma de gobierno organizada en una monarquía constitucional parlamentaria, donde el rey del Reino Unido ejerce como jefe de Estado y es representado en el país por un gobernador general.
La cultura maya se extendió al territorio del actual Belice entre 1500 a. C. y 300 d. C. y floreció hasta aproximadamente el siglo XIII. El contacto con los europeos comenzó en 1492 cuando Cristóbal Colón navegó a lo largo del Golfo de Honduras. La exploración europea fue iniciada por colonos ingleses en 1638. Este período también estuvo marcado por un conflicto entre España y Gran Bretaña por el territorio hasta que Gran Bretaña derrotó a los españoles en la batalla de Cayo San Jorge en 1798. Se convirtió en colonia británica en 1840, conocida como Honduras Británica. Obtuvo la independencia del Reino Unido el 21 de septiembre de 1981 y adquirió su actual nombre, por la ciudad de Belice, a su vez nombrada por el río Belice.
Belice tiene un área de 22 900 km² y una población de 397 483 habitantes (2022). Tiene la menor población y densidad de toda América Central. El crecimiento poblacional anual era de 1,87 % en 2015, el segundo más alto de la región y de los más altos en todo el hemisferio oeste.
Los idiomas predominantes son el español y el criollo beliceño: el 56,6 % de la población habla español, el 44,6 % habla criollo beliceño (lengua criolla de base inglesa) y el 10,5 % habla maya. Sin embargo, el único idioma oficial es el inglés, hablado por el 62,9 % de la población como idioma secundario (tan solo el 3 % de la población lo habla como lengua materna).
Forma parte de la Mancomunidad de Naciones, de la Comunidad de Estados Latinoamericanos y Caribeños (CELAC), del Caricom, y del Sistema de la Integración Centroamericana (SICA). Es el único país que es un miembro pleno de las tres. También forma parte del Caribe anglófono.

## Toponimia
El origen del nombre Belice es ampliamente debatido y está marcado por ambigüedades y mitificaciones, en gran parte debido a su contexto colonial. Una teoría, ampliamente cuestionada, sugiere que el nombre deriva de Peter Wallace, un supuesto corsario escocés, cuya pronunciación española de "Wallace" habría evolucionado hacia "Belice". Sin embargo, los académicos modernos consideran esta narrativa un mito colonialista, creado por intereses británicos para reforzar la legitimidad histórica de su asentamiento.
Otra hipótesis señala un origen maya del nombre, posiblemente derivado de las palabras balix o belix, que significan "aguas barrentas", en referencia al río Belice. Esta explicación se ve respaldada por evidencias cartográficas y textuales, sugiriendo que el nombre fue utilizado inicialmente por exploradores españoles para designar la región. Mapas europeos de principios del siglo XVIII ya registraban variaciones del nombre, incluyendo Balesia, Belleze y Valiz, reflejando la inconsistencia cartográfica y la falta de un topónimo fijo hasta el siglo XIX. El nombre Belize comienza a ser utilizado de manera consistente para designar la región y sus asentamientos con el creciente interés británico en la explotación de madera.
Además, otra interpretación de origen maya sugiere que el nombre Belice podría estar relacionado con la expresión Bel Itza, que significa "camino hacia Itza", en referencia al Reino de Petén Itzá, en el actual norte de Guatemala. Este término podría haber sido adaptado por los españoles para describir la región, sirviendo como una guía para exploradores y comerciantes que transitaban por el territorio maya.

## Historia

### Época precolombina

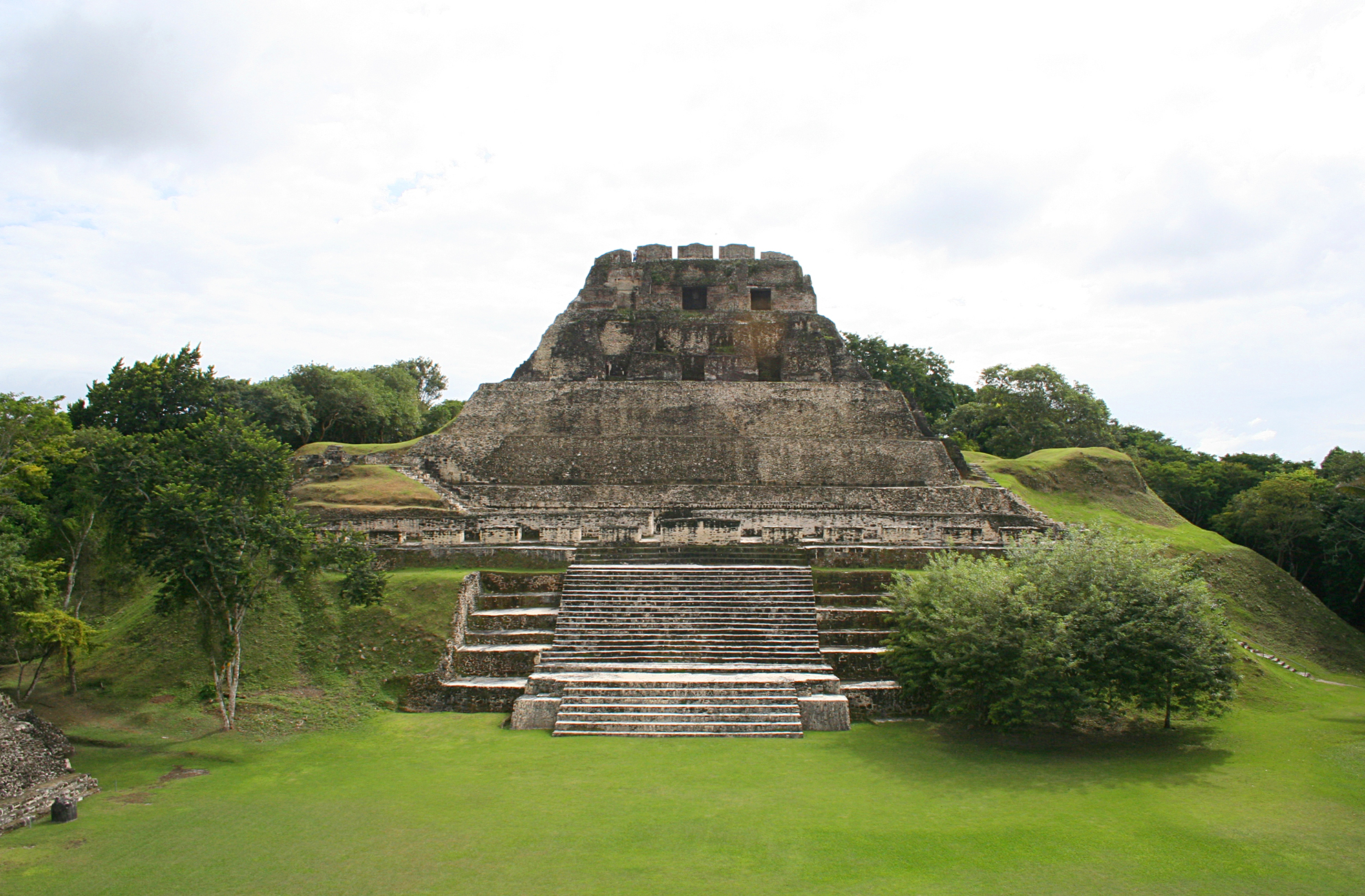
"El Castillo" en Xunantunich.

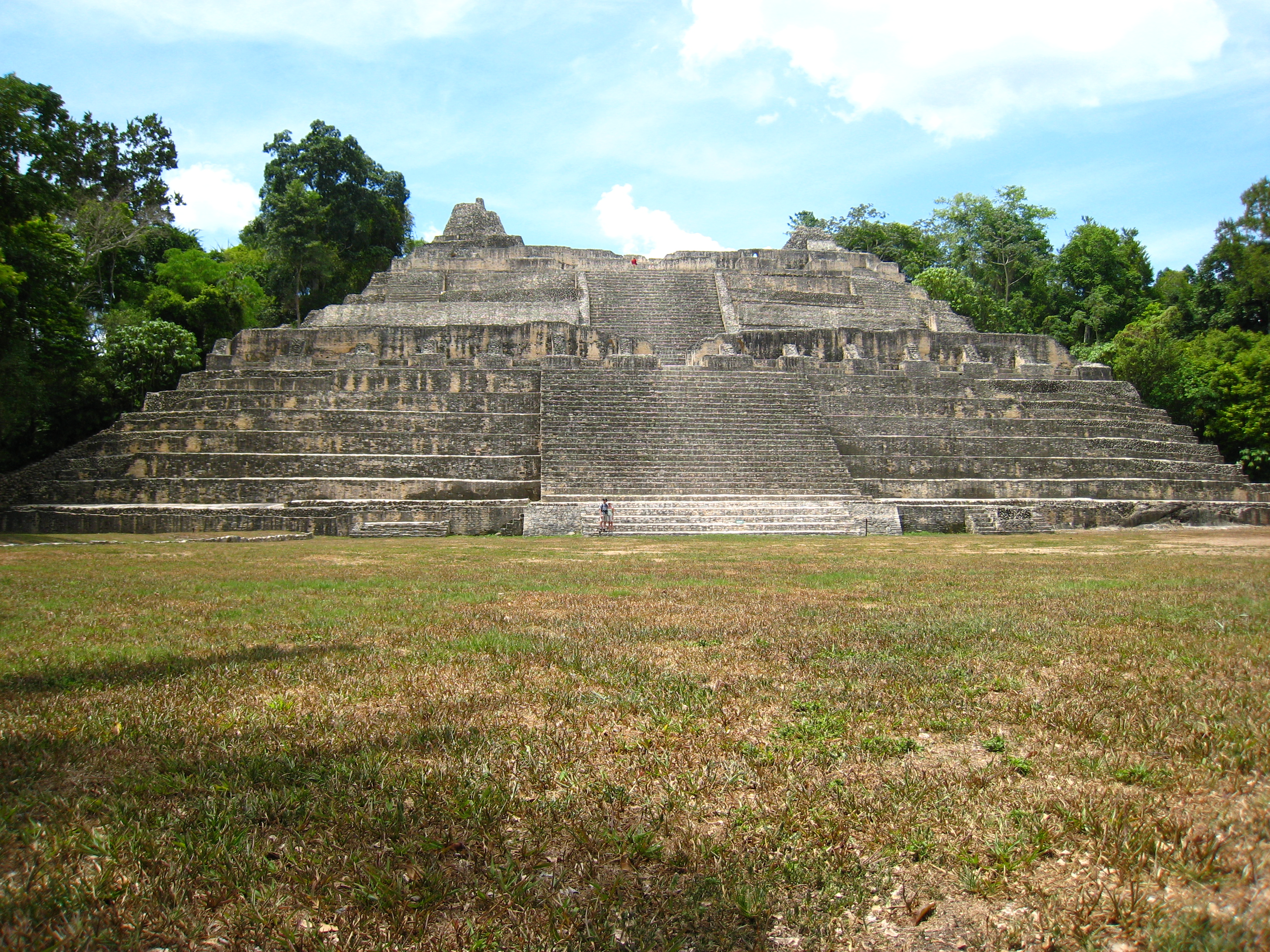
"Caana" en El Caracol.

Belice fue parte del área cultural maya, que se extendía desde el sur de México hasta Guatemala y Honduras. La ocupación más temprana del territorio corresponde a la mitad del segundo milenio a. C., la cual tuvo cierto desarrollo en torno al siglo IX de nuestra era. El centro político y cultural más importante de la región era el sitio conocido en la actualidad como El Caracol, cuyas inscripciones se encuentran en aristocrática variante del maya, llamado Ch’olti’an Clásico por los epigrafistas. Al norte de las Montes Maya las inscripciones de Lamanai se encuentran en yucateco desde el siglo VII.
En el periodo Clásico vivían en el actual territorio beliceño cerca de 400 000 personas y, si bien hubo un descenso de la población durante el Posclásico, las tierras bajas mayas seguían ocupadas cuando arribaron los europeos en el siglo XVI; para entonces los principales habitantes eran los mopanes, una rama de los yucatecos.

### Época virreinal española
Los conquistadores españoles exploraron la región a partir de 1519, pero debido a que la resistencia maya fue más fuerte que en otras zonas, nunca la conquistaron. En el siglo XVII, marinos ingleses navegaron por la zona dedicándose a la piratería y a la tala del palo de Campeche para la producción de tinte.
El tratado de Madrid de 1670 puso fin a los ataques piratas, con lo que los ingleses se concentraron en cortar palo de Campeche. Con la madera se producía un agente de fijación para los tintes de ropa que era vital para la industria lanar europea. España otorgó licencia de ocupar el área a los colonos británicos a condición de que cesaran los actos de piratería.
En 1716 unos taladores británicos expulsados por los españoles de la bahía de Campeche se instalaron en la región del río Belice. A lo largo del siglo XVIII españoles y británicos intercambiaron ataques cada vez que se declaraba la guerra entre las dos potencias. Un ejemplo es la batalla del Cayo San Jorge, del 10 de septiembre de 1798. El aniversario de esta batalla ha sido declarado fiesta nacional de Belice.
Los británicos esperaron hasta el año 1789 para nombrar el primer superintendente del territorio de Belice. Anteriormente, el gobierno británico no reconoció el asentamiento de Belice como una colonia, por temor a provocar un ataque español ya que el territorio pertenecía formalmente a España. La falta de implicación del gobierno británico permitió a los colonos el establecimiento de sus propias leyes y formas de gobierno. Durante este tiempo unos pocos colonos ricos ganaron el control de la legislatura local, conocida como Public Meeting («Reunión Pública»), así como de la mayor parte de las tierras y madera.

### Colonia británica

Bandera de Honduras Británica.

El dominio nominal de España sobre Belice terminó con las guerras de independencia hispanoamericanas, a principios del siglo XIX. En 1825, el nuevo estado de México fue reconocido oficialmente por los británicos y el año siguiente renunció a toda pretensión sobre Belice mientras la República Federal de Centroamérica negociaba términos similares.
En el siglo XIX, los británicos ejercieron un mayor control sobre los colonos, amenazando con la suspensión del Public Meeting a menos que se observaran las instrucciones del gobierno con respecto a la abolición de la esclavitud. Aunque la esclavitud fue abolida en 1838 en el Imperio británico, las condiciones de trabajo de los trabajadores en la colonia de Belice eran denigrantes. Los esclavos de la colonia eran valorados por sus habilidades en la extracción de caoba. Como resultado, los antiguos dueños de esclavos en la Honduras británica ganaban 53,69 £ de promedio por esclavo, el monto más alto pagado en cualquier parte del Imperio británico.
Poco después, se pusieron en marcha una serie de instituciones para garantizar la presencia continua de una fuerza de trabajo viable. Algunas de ellas limitaron la capacidad de las personas para obtener tierra, mediante un sistema de peonaje por deudas que permitió mantener a los antiguos esclavos «liberados» como fuerza de trabajo. Debido a que una pequeña élite controlaba la tierra y el comercio de la colonia, los antiguos esclavos no tenían otro remedio que seguir trabajando como leñadores.
En 1836 los británicos reclamaron el derecho de administrar el territorio de Belice, pero las Provincias Unidas de América Central se negaron. Como consecuencia, los británicos pactaron con México la explotación de madera y tintes. Los británicos, por consiguiente, comenzaron a invadir el territorio de Guatemala, con la excusa de que tenían derechos sobre este. Sin embargo, los británicos habían acordado con los españoles explotar recursos hasta el río Sibum, pero con el paso del tiempo, fueron tomando más territorio hasta llegar cerca de Izabal (departamento de Guatemala) y en 1862, el Reino Unido lo declaró formalmente como una colonia de la Corona británica, subordinada a Jamaica, bautizada con el nombre de Honduras Británica (en inglés: British Honduras). Como colonia, Belice comenzó a atraer a inversores británicos. Entre las empresas británicas que dominaron la colonia en el siglo XIX se encuentra la Belize Estate and Produce Company, que logró adquirir la mitad de todas las tierras de propiedad privada del territorio. La gran influencia de esta compañía privada se explica en parte por la dependencia de la colonia del comercio de caoba durante el resto del siglo XIX y la primera mitad del siglo XX.
La Gran Depresión de 1930 provocó un colapso casi total de la economía colonial, ya que la demanda británica de madera se desplomó. Los efectos del desempleo generalizado se agravaron por un huracán devastador que afectó a la colonia en 1931. Los esfuerzos de rescate y reconstrucción del gobierno fueron percibidos como inadecuados, una situación que agravó tras su negativa ante las llamadas populares de legalizar los sindicatos e introducir un salario mínimo. Las manifestaciones y los disturbios de 1934 marcaron el comienzo de un movimiento nacionalista a favor de la independencia. En respuesta, el gobierno revocó las sanciones penales contra los trabajadores que violaron los términos de sus contratos de trabajo por haberse afiliado a sindicatos, y concedió a estos el derecho de afiliación a los mismos.
Las condiciones económicas mejoraron durante la Segunda Guerra Mundial (1939-1945), cuando muchos hombres de Belice ingresaron en las fuerzas armadas o contribuyeron como fuerza laboral al esfuerzo bélico. Después de la guerra, la economía de la colonia se estancó nuevamente debido a las presiones causadas por los efectos perjudiciales de la guerra. La decisión británica de devaluar el dólar de la Honduras británica en 1949 empeoró las condiciones económicas y condujo a la creación del Comité del Pueblo, que exigía la independencia. El sucesor del Comité del Pueblo, el Partido Unido del Pueblo (PUP), solicitó reformas constitucionales y la ampliación de los derechos de voto a todos los adultos.

### Independencia
Las reformas constitucionales se iniciaron en 1954 y dieron lugar a una nueva Constitución diez años más tarde. Reino Unido concedió a la Honduras Británica el autogobierno en 1964, y el líder del PUP, George Price, fue nombrado primer ministro de la colonia. La Honduras Británica fue rebautizada oficialmente como «Belize» en 1973. El progreso hacia la independencia, sin embargo, se vio obstaculizado por una reclamación guatemalteca de soberanía del territorio. Belice, finalmente, alcanzó la plena independencia el 21 de septiembre de 1981, aunque Guatemala se negó a reconocer a la nueva nación. Unos 1500 soldados británicos se quedaron para proteger Belice de la amenaza guatemalteca.
Con Price a la cabeza, el PUP ganó todas las elecciones hasta 1984. Ese año el PUP fue derrotado por el Partido Democrático Unido (UDP) (United Democratic Party), y el líder del UDP, Manuel Esquivel, reemplazó a Price como primer ministro beliceño. Price regresó al poder tras las elecciones de 1989. El presidente de Guatemala reconoció formalmente la independencia de Belice en 1992. Al año siguiente, el Reino Unido anunció que pondría fin a su participación militar en Belice. Los soldados británicos se retiraron en 1994, pero el Reino Unido dejó una unidad de entrenamiento militar para ayudar a la recién creada Fuerza de Defensa de Belice.
El UDP recuperó el poder en las elecciones de 1993 nacional, y Esquivel fue nombrado primer ministro por segunda vez. Poco después, Esquivel anunció la suspensión de un pacto alcanzado con Guatemala durante el mandato de Price. El pacto redujo la disputa fronteriza de 130 años de edad entre los dos países. Las tensiones fronterizas continuaron en la década del 2000, aunque los dos países cooperaron en otras áreas.

El PUP obtuvo una victoria aplastante en las elecciones nacionales de 1998, y líder del PUP, Said Musa, prestó juramento como primer ministro. En las elecciones de 2003 el PUP (People’s United Party) mantuvo su mayoría, y Musa continuó como primer ministro. Se comprometió a mejorar las condiciones en el sur subdesarrollado y en gran parte inaccesible de Belice.

Territorio en disputa entre Belice y Guatemala

En 2005, Belice fue escenario de disturbios causados por el descontento con el gobierno del People’s United Party (PUP), que aumentó los impuestos. El 8 de febrero de 2008, Dean Barrow prestó juramento como primer ministro después de que el UDP obtuviera una aplastante victoria en las elecciones generales. Tras doce años de gobierno de Barrow, en 2020 el PUP regresó al poder bajo el liderazgo de Johnny Briceño.

### Diferendo territorial entre Guatemala y Belice
A lo largo de la historia de Belice, Guatemala ha reclamado la soberanía sobre la totalidad o parte del territorio. Esta afirmación se refleja en ocasiones en mapas que muestran a Belice como parte de Guatemala. Aproximadamente un 53,45 % del territorio beliceño es reclamado por Guatemala. La disputa se inició en 1859, a partir de la firma del Acuerdo anglo-guatemalteco de 1859. El territorio reclamado por Guatemala comprende desde el río Sarstún, en el sur, hasta el río Sibún, al norte; el cual comprende aproximadamente 12 272 km². Las proporciones del reclamo se basan en que el territorio de Belice debería comprender los territorios cedidos por España a Gran Bretaña en el Tratado de París de 1783 de 1482 km² y en la segunda concesión en 1786 de 1883 km²; además del territorio propio de Belice de 4323,964 km², por lo que Guatemala considera que el restante territorio no reconocido sería parte suya y, por lo tanto, habría sido ocupado ilegalmente por Gran Bretaña.
Guatemala y Belice se proponían celebrar una consulta popular simultánea el 6 de octubre de 2013 para que sus poblaciones decidan si se lleva el litigio territorial hasta la Corte Internacional de Justicia. Sin embargo, en abril de 2013 se suspendió la consulta popular, debido a que Belice realizó una reforma constitucional, que exige un 60 % de la participación ciudadana.

## Gobierno y política

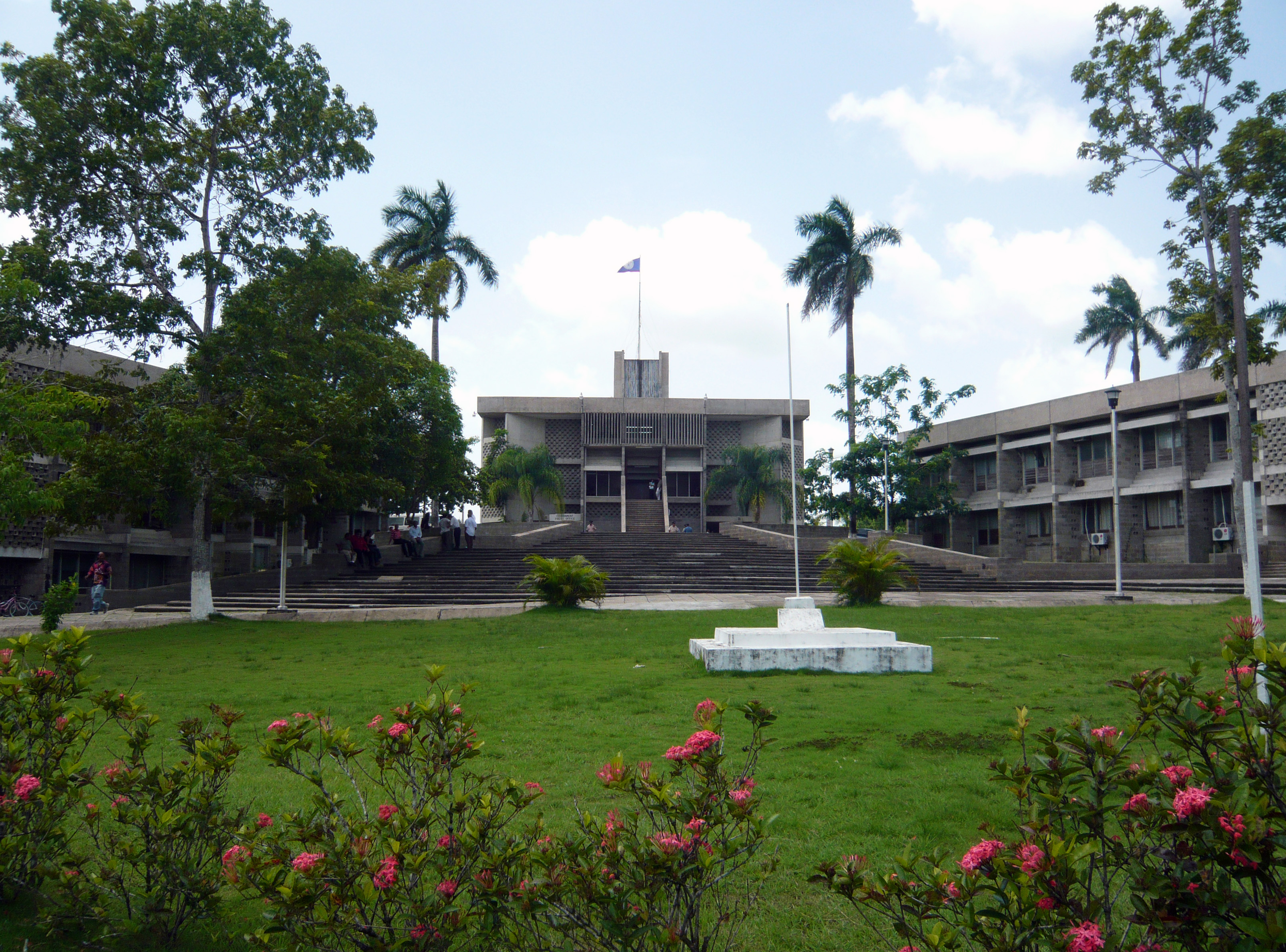
Asamblea Nacional de Belice en Belmopán

Belice es una monarquía constitucional con un sistema parlamentario de gobierno regulada fundamentalmente por la Constitución de 1981. El jefe de Estado de iure es el rey Carlos III, monarca del Reino Unido pero que para estos efectos es «rey de Belice», que está representado en el país por el gobernador general. Desde poco antes de la independencia, Belice tiene una tradición política profundamente bipartidista, con una alternancia sostenida entre el Partido Unido del Pueblo (PUP) y el Partido Democrático Unido (UDP).
El poder ejecutivo está a cargo de un primer ministro, quien dirige el Gabinete de 13 ministros, más 5 ministros adjuntos, que representan a la fuerza política mayoritaria del Parlamento beliceño.
El poder legislativo es bicameral, compuesto de una Cámara de Representantes de 31 miembros elegidos democráticamente por un período de cinco años y de un Senado de 12 miembros designados por el gobernador general a partir de propuestas del primer ministro, del líder de la oposición y de varias instituciones religiosas, económicas y sociales.
El poder judicial está encabezado por la Corte Suprema, cuyos miembros y presidente son nombrados por el gobernador general a propuesta del primer ministro. Existen tribunales locales y cortes de apelación, algunas de éstas especializadas en algunos asuntos.

### Derechos humanos
En materia de derechos humanos, respecto a la pertenencia a los siete organismos de la Carta Internacional de Derechos Humanos, que incluyen al Comité de Derechos Humanos (HRC), Belice ha firmado o ratificado:
| Belice | Tratados internacionales | Tratados internacionales  | Tratados internacionales | Tratados internacionales  | Tratados internacionales  | Tratados internacionales | Tratados internacionales | Tratados internacionales | Tratados internacionales | Tratados internacionales | Tratados internacionales | Tratados internacionales | Tratados internacionales | Tratados internacionales | Tratados internacionales | Tratados internacionales | Tratados internacionales | Tratados internacionales  |
| --- | ------------------------ | ------------------------- | ------------------------ | ------------------------- | ------------------------- | ------------------------ | ------------------------ | ------------------------ | ------------------------ | ------------------------ | ------------------------ | ------------------------ | ------------------------ | ------------------------ | ------------------------ | ------------------------ | ------------------------ | ------------------------- |
| Belice | CESCR                    | CESCR                     | CCPR                     | CCPR                      | CCPR                      | CERD                     | CED                      | CEDAW                    | CEDAW                    | CAT                      | CAT                      | CRC                      | CRC                      | CRC                      | CRC                      | MWC                      | CRPD                     | CRPD                      |
| Belice | CESCR                    | CESCR-OP                  | CCPR                     | CCPR-OP1                  | CCPR-OP2-DP               | CERD                     | CED                      | CEDAW                    | CEDAW-OP                 | CAT                      | CAT-OP                   | CRC                      | CRC-OP-AC                | CRC-OP-SC                | CRC-OP-CP                | MWC                      | CRPD                     | CRPD-OP                   |
| Pertenencia | Firmado y ratificado.    | Ni firmado ni ratificado. | Firmado y ratificado.    | Ni firmado ni ratificado. | Ni firmado ni ratificado. | Firmado y ratificado.    | Firmado y ratificado.    | Firmado y ratificado.    | Firmado y ratificado.    | Firmado y ratificado.    | Firmado y ratificado.    | Firmado y ratificado.    | Firmado y ratificado.    | Firmado y ratificado.    | Sin información.         | Firmado y ratificado.    | Firmado y ratificado.    | Ni firmado ni ratificado. |
| Firmado y ratificado, firmado, pero no ratificado, ni firmado ni ratificado, sin información, ha accedido a firmar y ratificar el órgano en cuestión, pero también reconoce la competencia de recibir y procesar comunicaciones individuales por parte de los órganos competentes. |                          |                           |                          |                           |                           |                          |                          |                          |                          |                          |                          |                          |                          |                          |                          |                          |                          |                           |

### Justicia

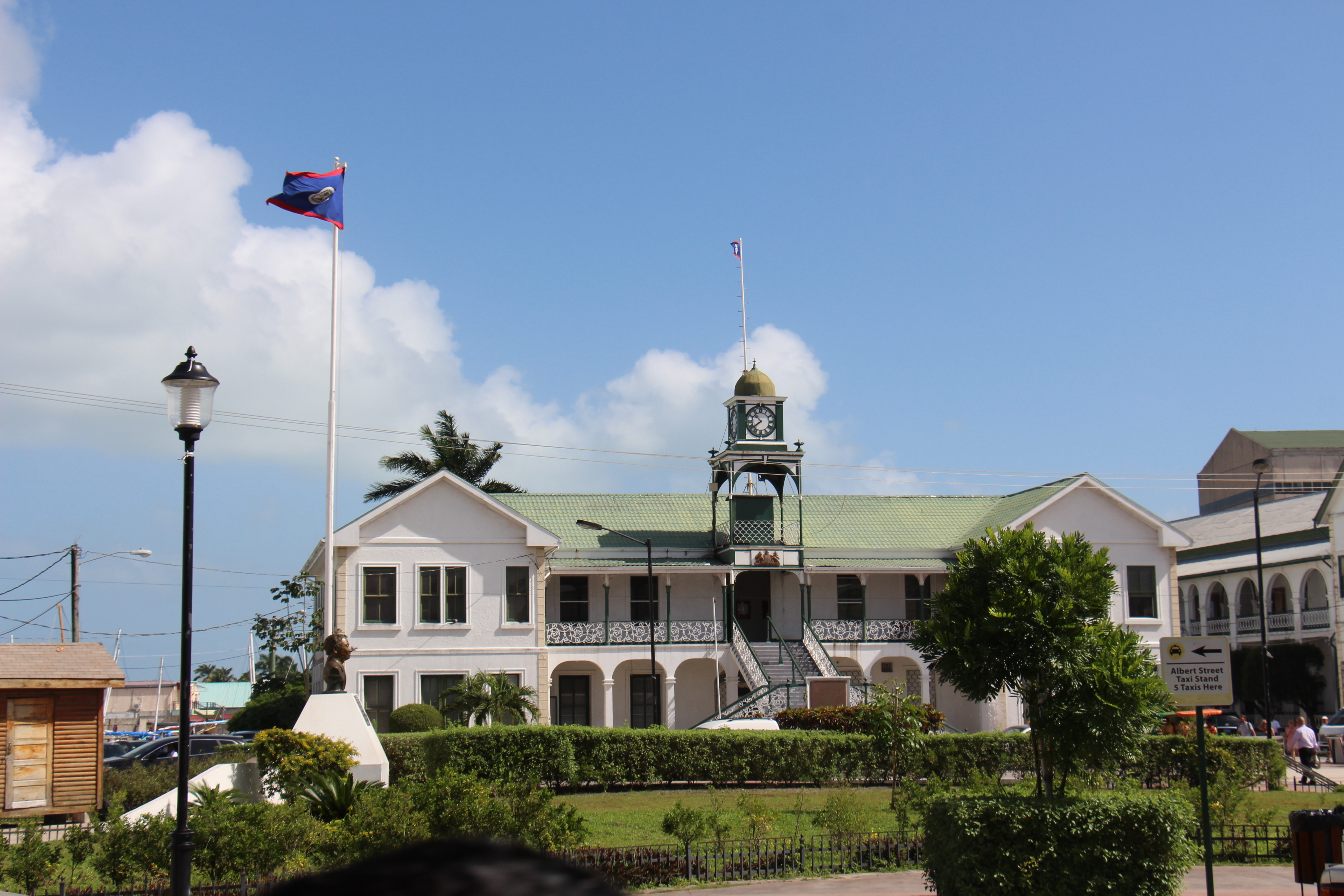
Corte Suprema de Belice

La independencia de los tribunales en Belice está protegida por la Constitución. En la práctica, sin embargo, existen oportunidades para que el ejecutivo ejerza su influencia porque, por un lado, los jueces y el fiscal general tienen que concluir o renovar sus contratos de trabajo con el gobierno y, por otro lado, porque los representantes prominentes del gobierno a menudo continúan su práctica legal incluso durante el período de su cargo público.
El máximo tribunal de casación de Belice es hoy el Tribunal de Justicia del Caribe (TCC). Belice, con la mayoría de sus socios de CARICOM, firmó en la primavera de 2001 el Acta Constitutiva del Tribunal de Justicia del Caribe (CCJ) como futuro tribunal supremo penal y civil de la región, en sustitución del Consejo Privado británico. El gobierno también presentó un proyecto de ley al Parlamento, en septiembre de 2004, para la participación en el Fondo Fiduciario para financiar la CCJ.
En Belice, el Tribunal de Magistrados es competente en asuntos penales o civiles menores. El Tribunal Supremo es el siguiente tribunal superior y tiene jurisdicción sobre los delitos capitales. Por último, el Tribunal de Apelación es la tercera instancia.
El Tribunal Supremo de Belice confirmó la constitucionalidad de la pena de muerte, en abril de 1998. La última ejecución en Belice tuvo lugar en 1985. Antes de su sustitución por el TJCE, el Consejo Privado de Londres, como tribunal de última instancia, había concedido suspensiones de ejecución o conmutación de penas. En un contexto de aumento de la delincuencia violenta, en parte debido al tránsito de drogas, parte de la opinión pública para que se reanudara la ejecución de las penas. Tanto el gobierno como la oposición hicieron hecho suyas estas demandas, y en septiembre de 2002 el gobierno presentó en el parlamento (Cámara de Representantes) las propuestas de enmiendas constitucionales correspondientes, pero las retiró en junio de 2003. Este cambio de actitud se vinculó con la expectativa de apoyo, especialmente de la UE, para mejorar la policía, el poder judicial y el sistema penal.
La homosexualidad masculina seguía siendo punible en Belice hasta el 10 de agosto de 2016, lo que lo convertía en el último país de Centroamérica en tener esa prohibición. La prohibición fue anulada por el máximo tribunal por considerarla inconstitucional.

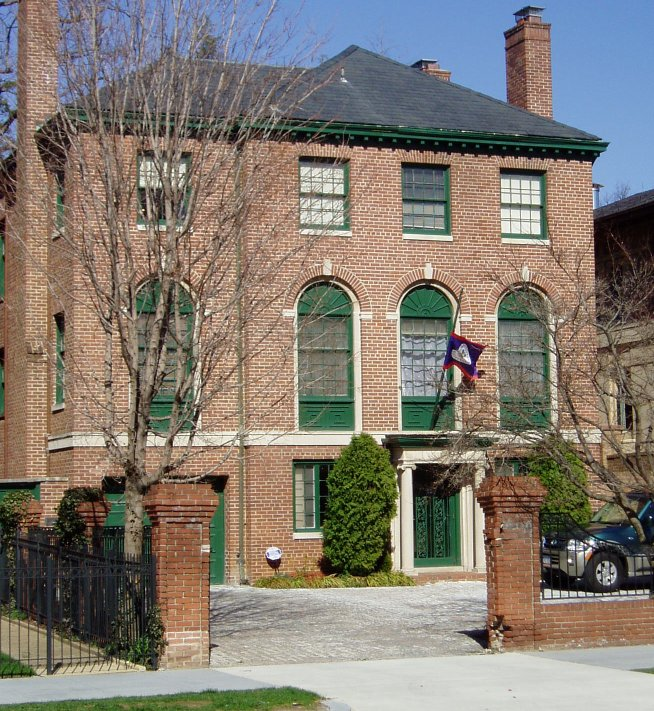
Embajada de Belice en Estados Unidos

### Relaciones exteriores
Belice es miembro de pleno derecho de las Naciones Unidas; de la Mancomunidad de Naciones; de la Organización de Estados Americanos (OEA); del Sistema de la Integración Centroamericana (SICA); de la Comunidad del Caribe (CARICOM); del Mercado y Economía Únicos de la CARICOM (CSME); de la Asociación de Estados del Caribe (AEC); y del Tribunal de Justicia del Caribe (CCJ), que en la actualidad actúa como tribunal de apelación final solo para Barbados, Belice y Guyana. En 2001, los jefes de Gobierno de la Comunidad del Caribe votaron una medida que declaraba que la región debía trabajar para sustituir el Comité Judicial del Consejo Privado del Reino Unido como tribunal de apelación final por el Tribunal de Justicia del Caribe. El Reino Unido está aún en proceso de adhesión a los tratados de la CARICOM, incluidos los de comercio y mercado único.
Belice es miembro original (1995) de la Organización Mundial del Comercio (OMC), y participa activamente en sus trabajos. En el pacto participa el Foro del Caribe (CARIFORUM), subgrupo del Grupo de Estados de África, el Caribe y el Pacífico (ACP). El CARIFORUM es actualmente la única parte del bloque ACP que ha suscrito el pacto comercial regional completo con la Unión Europea.
La guarnición del ejército británico en Belice se utiliza principalmente para el entrenamiento de guerra en la selva, con acceso a más de 13 000 km² de terreno selvático.
Belice es parte del Estatuto de Roma de la Corte Penal Internacional.

### Defensa

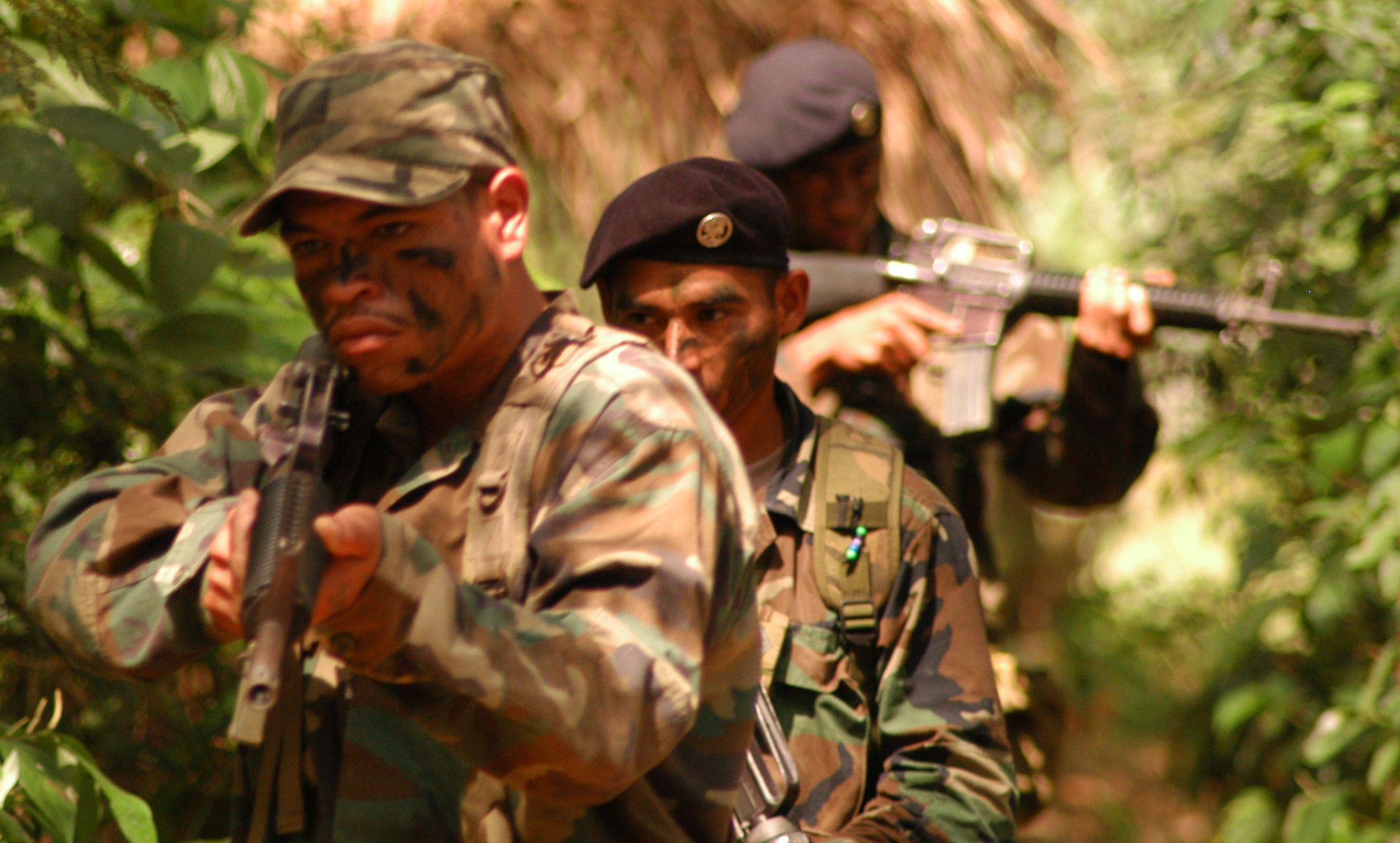
Entrenamiento de soldados de la Fuerza de Defensa de Belice

La Fuerza de Defensa de Belice (BDF por sus siglas en inglés) es el ejército del país y se encarga de proteger la soberanía de Belice. La BDF, junto con la Guardia Costera Nacional de Belice y el Departamento de Inmigración, es una dependencia del Ministerio de Defensa e Inmigración. En 1997, el ejército regular contaba con más de 900 efectivos, el ejército de reserva con 381, el ala aérea con 45 y el ala marítima con 36, lo que supone una dotación total de aproximadamente 1400. En 2005, el ala marítima pasó a formar parte de la Guardia Costera de Belice.
En 2012, el gobierno de Belice gastó unos 17 millones de dólares en el ejército, lo que constituyó el 1,08 % del producto interior bruto (PIB) del país. Tras la independencia de Belice en 1981, el Reino Unido mantuvo lo que llamó una fuerza de disuasión (British Forces Belize) en el país para según dijo ''protegerlo de una invasión por parte de Guatemala''. Durante la década de 1980, esta fuerza incluía un batallón y el vuelo n.º 1417 de la RAF de Harriers. La principal fuerza británica se marchó en 1994, tres años después de que Guatemala reconociera la independencia de Belice, pero el Reino Unido logró mantener una presencia con el argumento de una tarea de capacitación a través de la Unidad de Entrenamiento y Apoyo del Ejército Británico de Belice (BATSUB) y el 25 Flight AAC hasta 2011, cuando las últimas fuerzas británicas abandonaron el cuartel de Ladyville, con la excepción de los asesores adscritos.
En octubre de 2015, debido a las crecientes tensiones entre Belice y Guatemala y al recorte británico de las bases militares en todo el mundo para centrarse en la llamada 
Guerra contra el Terrorismo en 2011, Belice pidió al Reino Unido que trajera de vuelta a BATSUB; el Gobierno británico entonces trajo de nuevo a sus fuerzas militares a Belice.

### Reclamaciones de los pueblos indígenas
Belice respaldó la Declaración de las Naciones Unidas sobre los derechos de los pueblos indígenas en 2007, que establecía derechos legales sobre la tierra para los grupos indígenas. Otros casos judiciales han afirmado estos derechos, como la decisión del Tribunal Supremo de Belice de 2013 de mantener su sentencia de 2010 que reconoce los títulos de propiedad consuetudinarios como tierras comunales para los pueblos indígenas. Otro caso de este tipo es la orden de la Corte de Justicia del Caribe (CCJ) de 2015 sobre el gobierno de Belice, que estipula que el país desarrolle un registro de tierras para clasificar y ejercer la gobernanza tradicional sobre las tierras mayas. A pesar de estas sentencias, Belice ha hecho pocos progresos para apoyar los derechos a la tierra de las comunidades indígenas; por ejemplo, en los dos años transcurridos desde la decisión de la CCJ, el gobierno de Belice no ha puesto en marcha el registro de tierras mayas, lo que ha llevado al grupo a tomar medidas por su cuenta.
En 2017, en Belice se siguió luchando por reconocer a las poblaciones indígenas y sus respectivos derechos. Según el informe nacional voluntario de 50 páginas que Belice creó sobre su progreso hacia los Objetivos de Desarrollo Sostenible 2030 de la ONU, los grupos indígenas no se tienen en cuenta en absoluto en los indicadores del país. De hecho, los grupos «criollo» y «garinagu» no se incluyen en el documento, y «maya» y «mestizo» solo aparecen una vez en todo el informe. En octubre de 2018, aún está por verse si el Gobierno de Belice pondría de relieve las consecuencias de la reivindicación territorial de Guatemala sobre los derechos territoriales de los indígenas antes de la votación del referéndum de 2019.

## Organización político-administrativa

Mapa de Belice con los seis distritos.

Belice está dividido en seis distritos:

| Distrito    | Capital          |
| ----------- | ---------------- |
| Belice      | Ciudad de Belice |
| Cayo        | San Ignacio      |
| Corozal     | Corozal          |
| Orange Walk | Orange Walk Town |
| Stann Creek | Dangriga         |
| Toledo      | Punta Gorda      |

Los distritos están divididos en 31 circunscripciones electorales. El gobierno local en Belice consta de cuatro tipos de autoridades: consejos urbanos, consejos rurales, consejos de aldeas y consejos comunitarios. Los dos consejos urbanos (Ciudad de Belice y Belmopán) y los siete consejos rurales cubren la población urbana del país, mientras que las aldeas y los consejos comunitarios cubren la población rural.

## Geografía

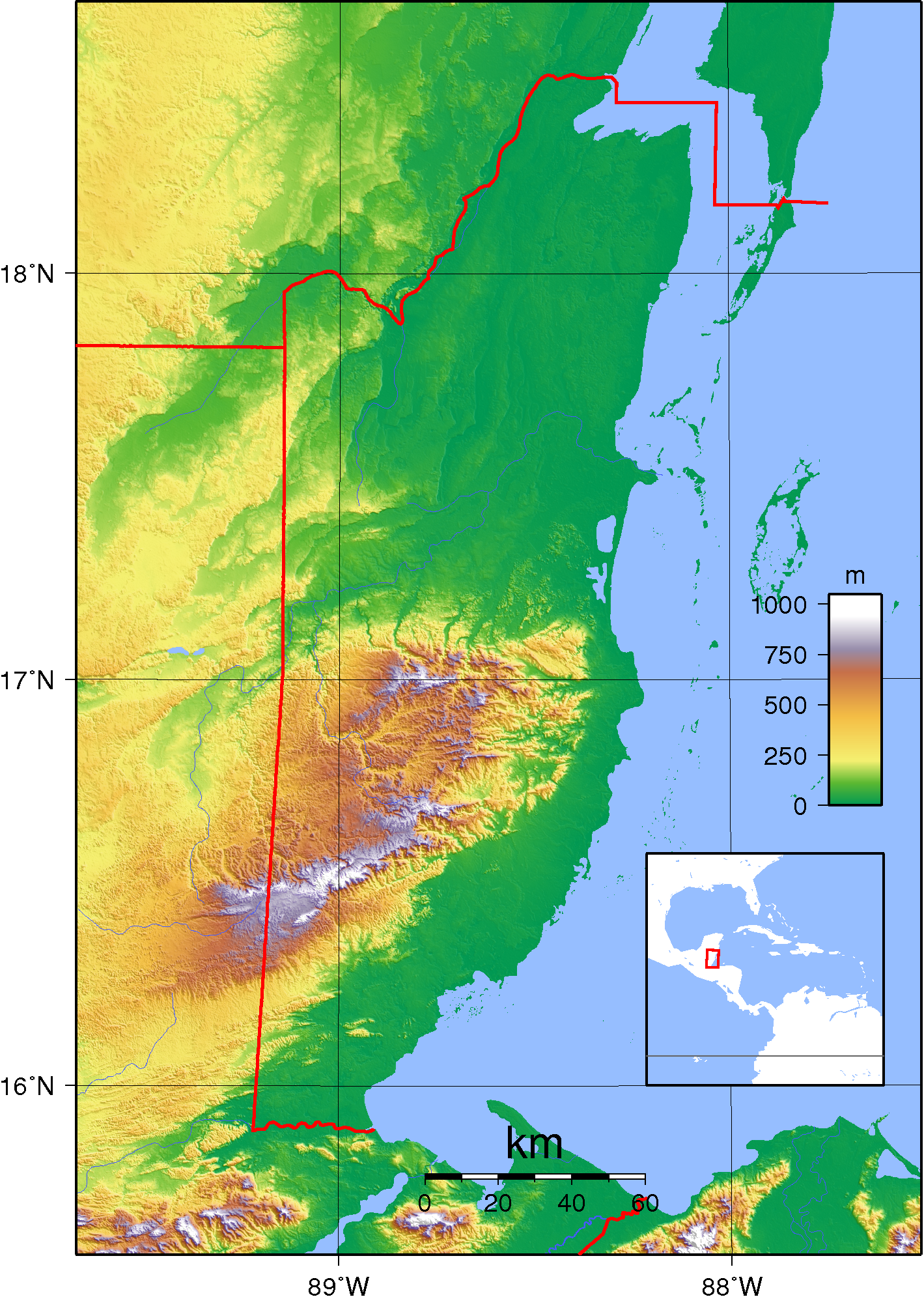
Topografía de Belice.

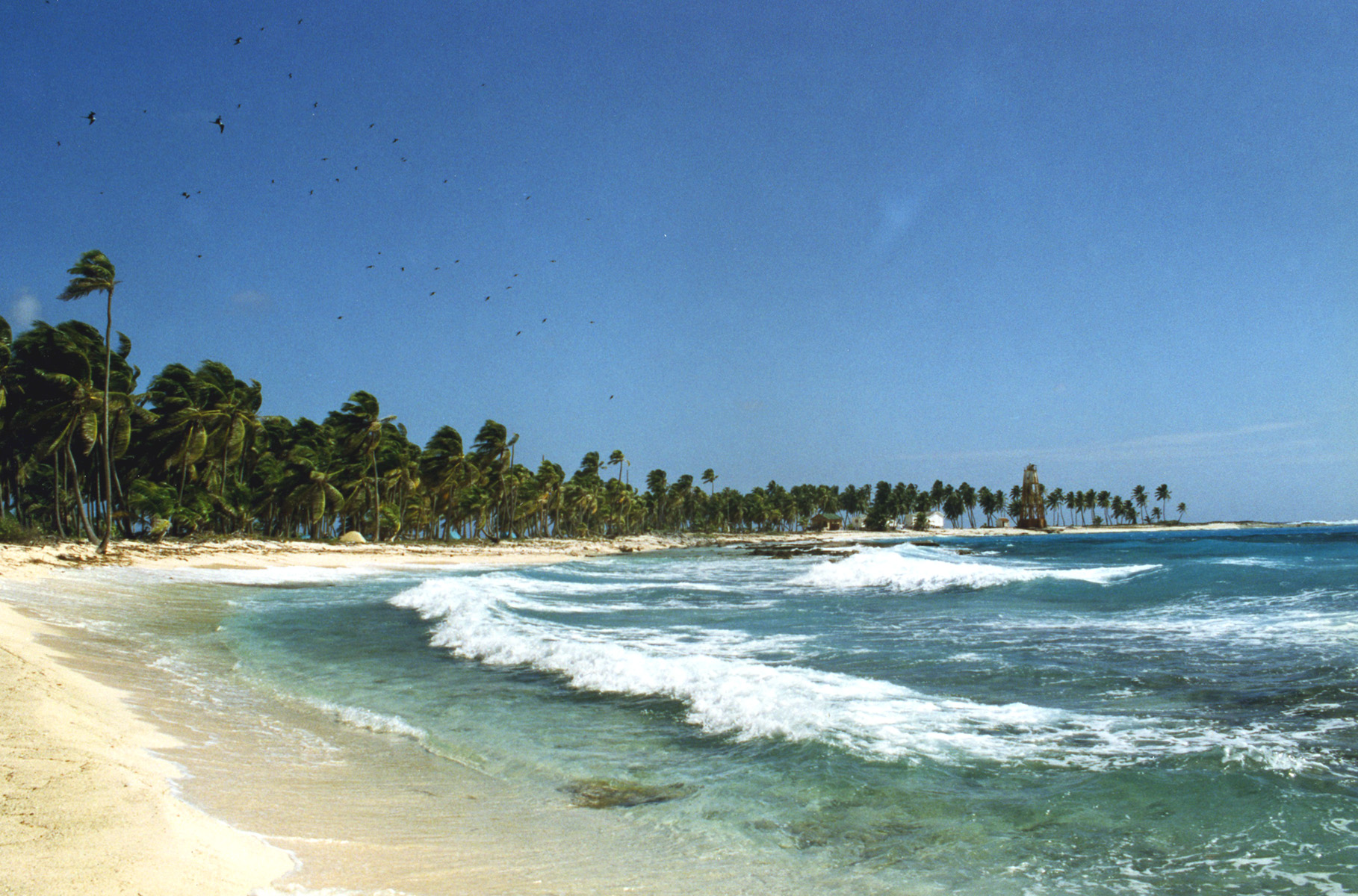
Cayo Half Moon. Belice cuenta con más de 450 cayos y atolones.

Belice está situado en la costa caribeña del norte de Centroamérica. Comparte frontera al norte con los estados mexicanos de Quintana Roo y Campeche (con este último, comparte una frontera de 13.9 km), al oeste con el departamento guatemalteco de Petén, y al sur con el río Sibún. Al este del mar Caribe se encuentra la segunda barrera de arrecifes más larga del mundo. El área total del país es 22 966 km², sin embargo el territorio real de Belice es de apenas 4323.964 km², siendo el resto unos 12 272 km² en litigio con Guatemala, hasta que dicho litigio sea llevado a la Corte Internacional de Justicia.
Belice tiene forma de un rectángulo que se extiende alrededor de 100 km norte-sur y sobre 95 km de este a oeste. Su longitud total de frontera terrestre de 542 km. Los cursos ondulantes de dos ríos, el Hondo y el Sibún, definen gran parte del curso de las fronteras norte y sur del país. La frontera occidental sigue sin características naturales y corre de norte a sur a través de bosques de tierras bajas y tierras altas de meseta. El norte de Belice consiste principalmente de llanuras costeras planas y pantanosas, densamente forestadas. La flora es muy diversa teniendo en cuenta el espacio tan reducido. En el sur, se encuentra la baja sierra de las Montañas Maya. El punto más alto de Belice es Doyle Delight con 1124 metros (3688 pies).
La costa caribeña está bordeada de arrecifes de coral y unos 450 islotes e islas conocidas localmente como Cayos («cayes»). Tres de los cuatro arrecifes de coral del Hemisferio Occidental se encuentran frente a las costas de Belice.
La accidentada geografía de Belice también ha hecho que la costa y la selva sean atractivas para los narcotraficantes, que utilizan el país como puerta de entrada de estupefacientes a México. En el 2011, los Estados Unidos agregaron a Belice a la lista de naciones consideradas como los mayores productores de droga o países de tránsito para narcóticos.

### Vegetación
Más del 60 % de la superficie terrestre de Belice está cubierta por bosques. Estudios recientes muestran que el 20 % del país está cubierto por cultivos y asentamientos humanos. Sabanas, matorrales, y tierras húmedas constituyen el resto de la superficie del país. Belice es parte del importante corredor biológico mesoamericano, con gran diversidad biológica, tanto marina como terrestre. El país cuenta con una flora y fauna abundante. La ciudadanía protege la gran biodiversidad y los recursos naturales. Un informe de 2010 de la Association of Protected Area Management Organizations of Belice (APAMO) indica que el 36 % del territorio está bajo algún tipo de protección, dándole a Belice uno de los más extensos sistemas de protección ecológica de América. Estos datos han sido verificados por la Organización de Manejo de Áreas Protegidas de Belice (APAMO).
Cerca de Costa Rica que, en cambio, solo tiene el 25,8 % de su territorio protegido. El 13 % de las aguas territoriales de Belice —hogar del Sistema Arrecifal de barrera de Belice— también están protegidos. El Sistema de Reservas de la Barrera del Arrecife de Belice es declarado Patrimonio de la Humanidad por la UNESCO.

Un estudio publicado en agosto de 2010 reveló que el área total de los bosques de Belice a principios de 2010 constituía aproximadamente el 62,7 % de su superficie, por debajo del 75,9 % de finales de 1980 Un estudio conducido por Estudios Forestales Tropicales de Belice y Conservation International reveló tendencias similares en términos de la cobertura forestal de Belice. Ambos estudios indican que, cada año, el 0,6 % de la cubierta forestal de Belice se pierde, lo que se traduce en un promedio de 24 835 acres (10 050 ha) cada año. El USAID apoyado por SERVIR también mostró que las áreas protegidas de Belice han sido muy eficaces en la protección de los bosques beliceños. Solo el 6,4 % de los bosques dentro de áreas protegidas legalmente fueron talados entre 1980 y 2010 y más de una cuarta parte de los bosques que se encuentran fuera de las áreas protegidas se habían perdido entre 1980 y 2010. Al ser un país con una cubierta forestal relativamente alta y una baja tasa de deforestación, Belice tiene un potencial significativo para la participación en iniciativas tales como REDD. Cabe destacar que el estudio de SERVIR sobre la deforestación de Belice también fue reconocido por el Grupo de Observaciones de la Tierra (GEO), del que Belice es una nación miembro.

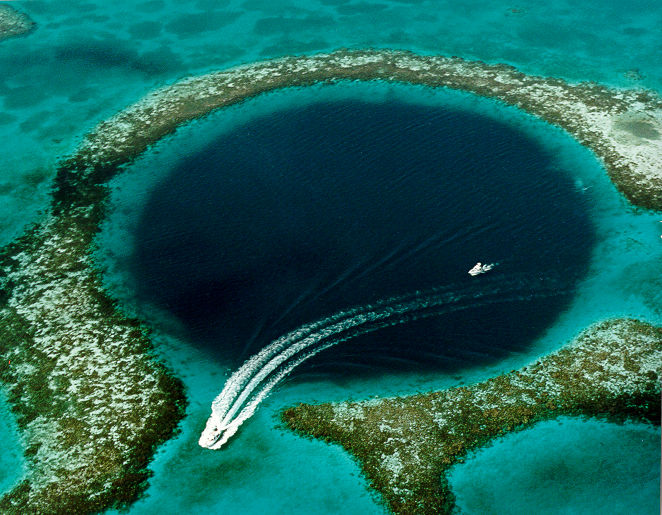
El Gran agujero azul, un fenómeno de la topografía kárstica, se encuentra frente a la costa de Belice.

### Barrera de coral de Belice
La Barrera de Coral de Belice es una serie de arrecifes de coral que se extienden por la costa de Belice, a unos 300 metros de la costa en el norte y a 40 kilómetros en el sur, dentro de los límites del país. El Arrecife de Belice es una sección de 300 kilómetros del Sistema Arrecifal Mesoamericano, de 900 kilómetros, que se extiende desde Cancún, en el extremo noreste de la Península de Yucatán, hasta Honduras, pasando por la Riviera Maya, lo que lo convierte en uno de los mayores sistemas de arrecifes de coral del mundo.
Es el principal destino turístico de Belice, popular para el buceo y el submarinismo, y atrae a casi la mitad de sus 260 000 visitantes. También es vital para su industria pesquera. En 1842, Charles Darwin lo describió como «el arrecife más notable de las Indias Occidentales».
La barrera de coral de Belice fue declarada Patrimonio de la Humanidad por la UNESCO en 1996 debido a su vulnerabilidad y al hecho de que contiene importantes hábitats naturales para la conservación in situ de la biodiversidad.

### Clima

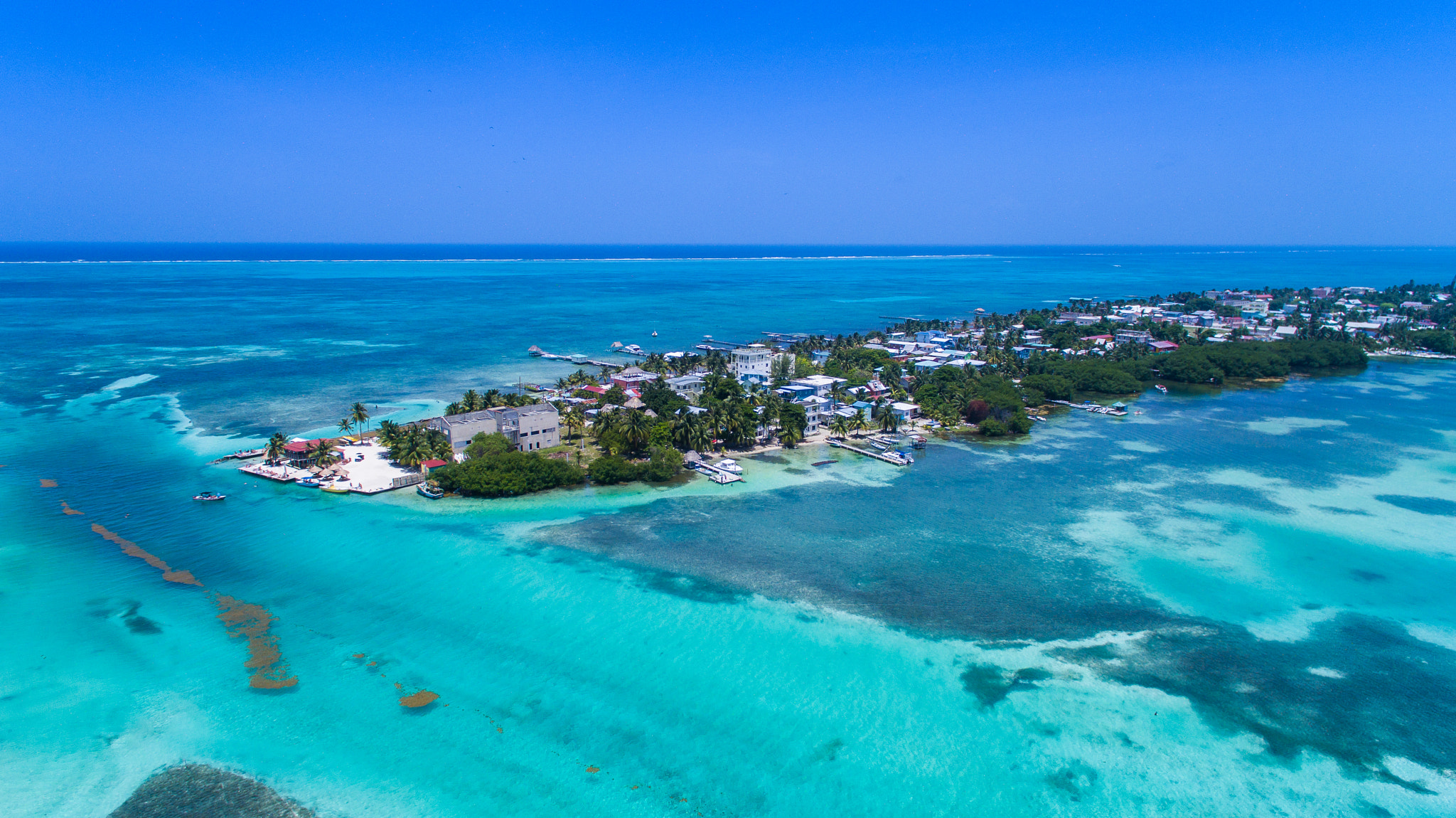
El Cayo Caulker en Belice

El clima local es tropical y normalmente muy cálido y húmedo, aunque hay variaciones significativas en los patrones del clima por región. Las temperaturas varían según la elevación, proximidad a la costa, y los efectos moderadores de los vientos alisios del noreste fuera del Caribe. Las temperaturas medias en las regiones costeras oscilan desde los 24 °C en enero a los 27 °C en julio. Las temperaturas son ligeramente más altas hacia el interior, excepto en las mesetas altas del sur, tales como el Mountain Pine Ridge, donde el clima es notablemente más frío. En general, las estaciones están marcadas más por las diferencias de humedad y precipitación que por las de temperatura.
La precipitación media varía considerablemente, desde 1350 mm en el norte y oeste a más de 4500 mm en el extremo sur. Las diferencias estacionales en las precipitaciones son mayores en las regiones del norte y el centro del país en las que, entre enero y abril o mayo, hay menos de 100 mm de precipitación por mes. La estación seca es más corta en el sur que por lo general solo dura desde febrero hasta abril. Hay un período corto menos lluvioso conocido localmente como el «poco seco», que por lo general se produce a finales de julio o agosto, después de la aparición inicial de la temporada de lluvias.

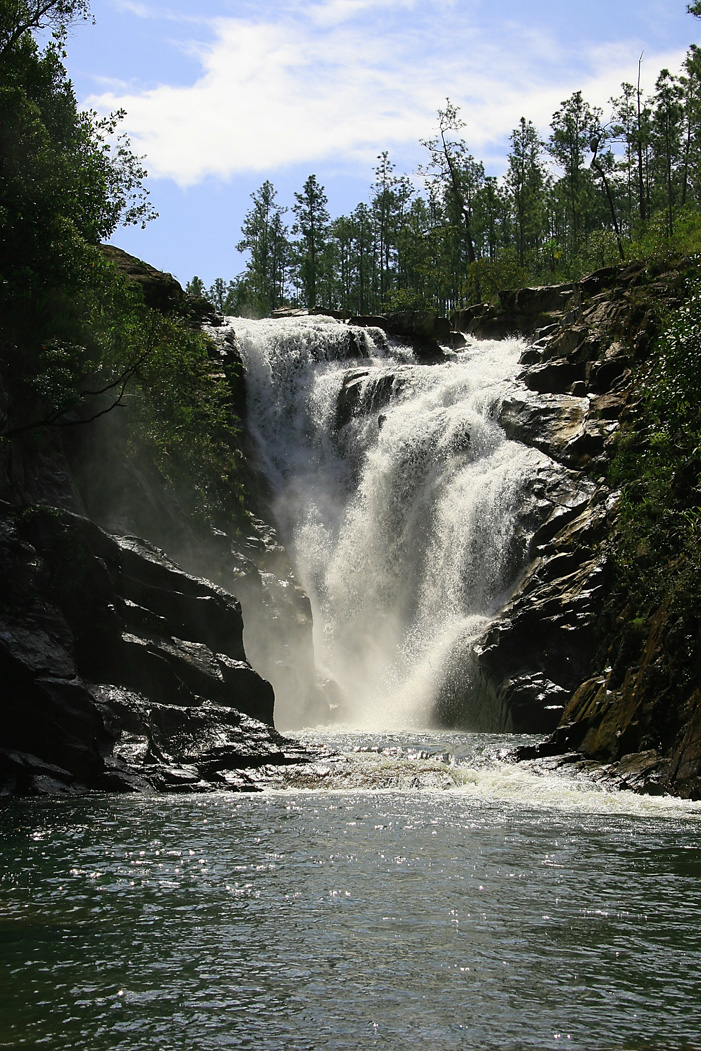
Las Cataratas Big Rock en el distrito de Cayo

Los huracanes han sido devastadores en la historia de Belice. En 1931, un huracán sin nombre destruyó más de las dos terceras partes de los edificios de Ciudad de Belice y mató a más de 1000 personas. En 1955, el huracán Janet devastó la norteña ciudad de Corozal. Solo seis años más tarde, el huracán Hattie azotó la zona costera central del país, con vientos de más de 300 km/h y 4 m de marea. La devastación de Ciudad de Belice, por segunda vez en treinta años llevó a la reubicación de la capital a 80 km, hacia el interior. La ciudad planificada de Belmopán se convirtió en la nueva capital. El huracán Greta causó más de 25 millones de dólares en daños a lo largo de la costa sur en 1978. El 9 de octubre de 2001, el huracán Iris tocó tierra en Monkey River Town con vientos de 145 km/h y tormentas de categoría cuatro. La tormenta demolió la mayor parte de las casas del pueblo, y destruyó la cosecha de plátano. En 2007 el huracán Dean tocó tierra como tormenta de categoría cinco solo a 25 kilómetros al norte de la frontera con México. Dean causó grandes daños en el norte de Belice.
En 2010, Belice se vio directamente afectado por el huracán Richard, de categoría 2, que tocó tierra a unos 32 kilómetros (20 mi) al sursureste de la ciudad de Belice, alrededor de las 00:45 UTC del 25 de octubre de 2010. La tormenta se desplazó tierra adentro hacia Belmopán, causando daños estimados en 33,8 millones de dólares beliceños (17,4 millones de dólares estadounidenses de 2010), principalmente por los daños a los cultivos y a las viviendas.
El huracán más reciente que afectó al país fue el huracán Nana en 2020.

### Morfología
La parte norte del territorio del país está atravesada por numerosos cursos de agua y es predominantemente llana, la zona costera se caracteriza por la presencia de numerosas lagunas y pantanos costeros, hacia el noroeste hay extensos bosques tropicales.
En cambio, la parte meridional está dominada por las mesetas y valles bajos de las Montañas Mayas, una cadena de relieves que alcanza su máxima altura con Doyle's Delight (1124 m s.n.m.) situada en la parte meridional de las Montañas Mayas. La zona sur, al sur de la cuenca de las Montañas Mayas, consiste en una fértil llanura aluvial donde abundan las plantaciones de cítricos y plátanos; esta zona es la menos poblada del país.

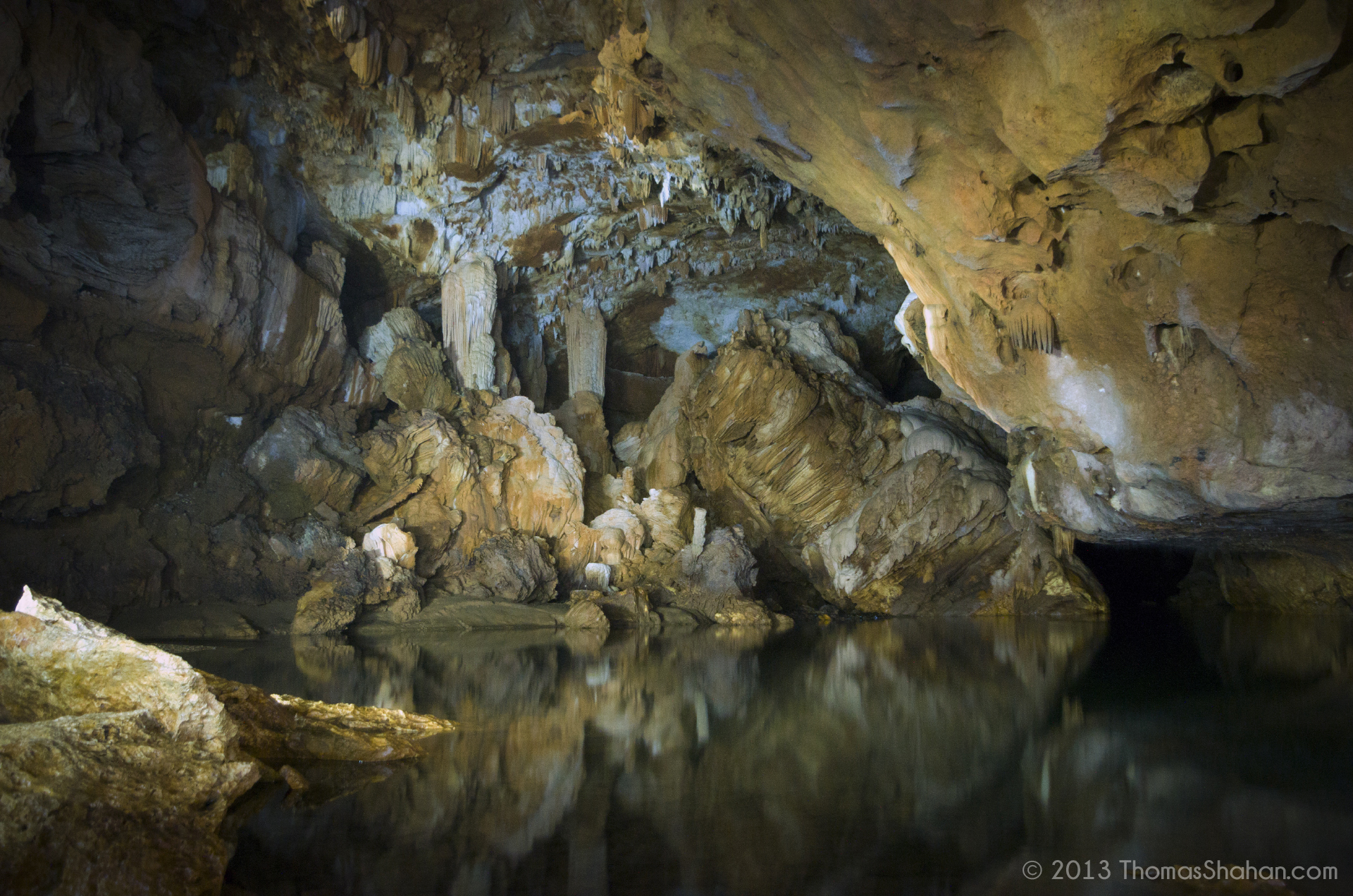
La Cueva Río Frío en Belice

El área de la costa es de 386 km, y está bordeada por un extenso arrecife de coral compuesto por unas 450 islas e islotes llamados localmente cayos, que forman la barrera de coral de Belice, de 322 km de longitud, la segunda barrera de coral más larga del mundo después de la Gran Barrera de Australia. La isla principal es Cayo Ambergris, situada en la desembocadura de la bahía de Chetumal; frente a la costa se encuentran también tres de los cuatro atolones de coral del hemisferio occidental, Arrecife de Glover, las islas Turneffe y el Arrecife Lighthouse.

### Geología
Desde la perspectiva de la estratigrafía moderna, la antigua colonia británica sigue estando en el «fin del mundo» o cerca de él en lo que respecta a la nomenclatura estratigráfica formal y la cartografía geológica precisa. Belice tiene una gruesa sección estratigráfica de llanura costera compuesta por estratos mesozoicos y cenozoicos expuestos y subsuperficiales, que están subyacentes a estratos paleozoicos deformados y metamorfoseados y a rocas ígneas intrusivas. 

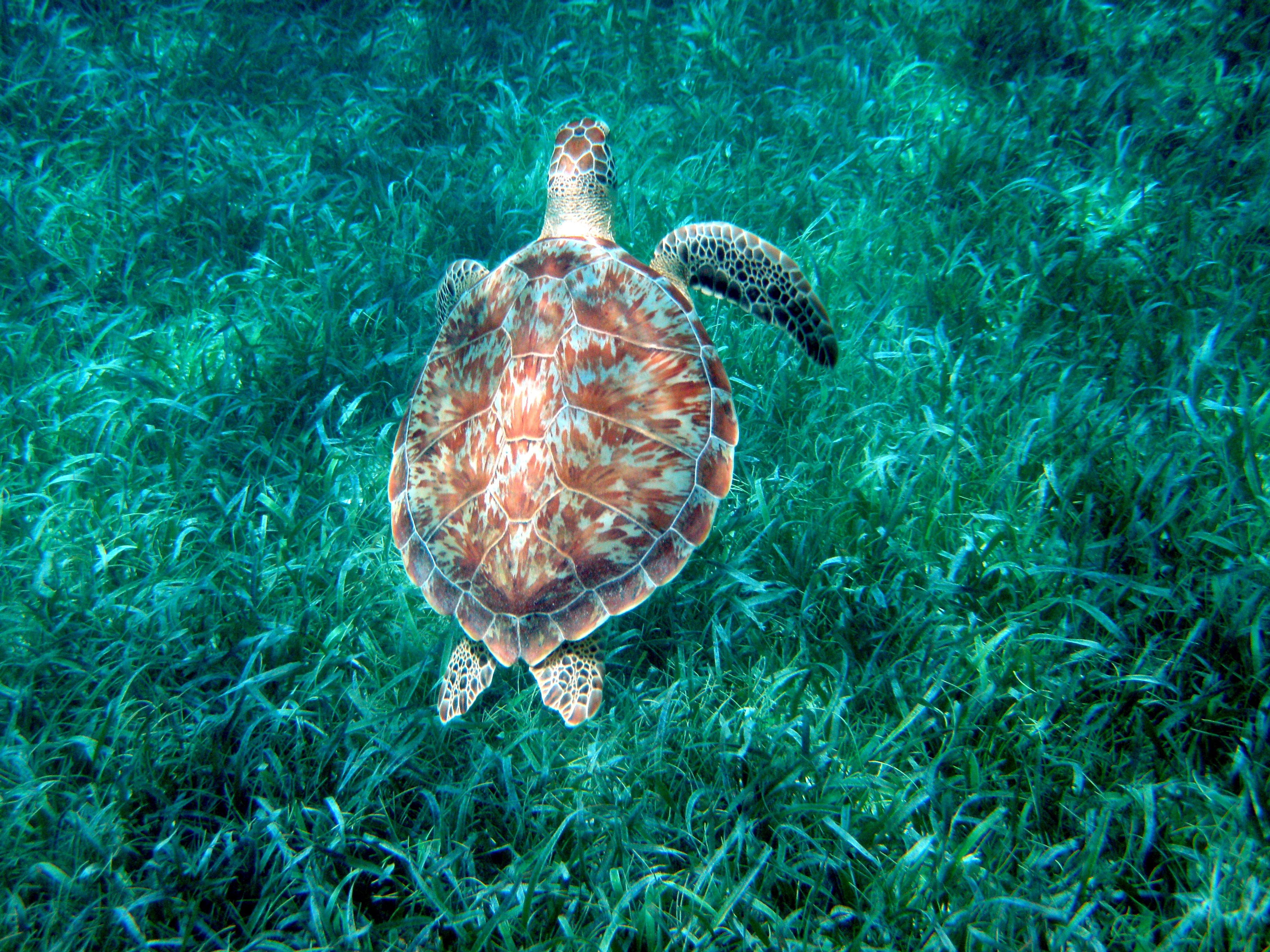
Tortuga Carey (Eretmochelys imbricata)

Desde la preparación del estudio estratigráfico relativamente extenso de Giovanni Flores, que fue escrito para la Bahamas Exploration Company, Ltd., no se ha realizado un análisis detallado de todas las unidades estratigráficas en la zona norte de Belice. Flores describió todas las unidades estratigráficas de Belice como informales y siguen siéndolo en la actualidad.En 1986, se elaboró un mapa geológico provisional de Belice para la Oficina del Petróleo del Ministerio de Recursos Naturales.
Al igual que el informe de Flores, este esfuerzo cartográfico tampoco incluyó ninguna estratigrafía formalizada. El Ministerio no publica materiales tales como una guía estratigráfica y no actúa como un centro de intercambio de información para la nomenclatura estratigráfica, por lo que Belice no tiene una estratigrafía formal (es decir, estratigrafía formal en el sentido habitual de ese término como la Comisión Norteamericana de Nomenclatura Estratigráfica o NACSN o la Unión Internacional de Ciencias Geológicas y Sociedad Geológica de Estados Unidos.
No hay localidades tipo debidamente designadas para ninguna de las unidades estratigráficas informales (aunque estudios realizados en 1952 y posteriormente en 1975) sugirieron algunas secciones tipo o mencionan algunas localidades tipo para algunas de las unidades que se han estudiado.

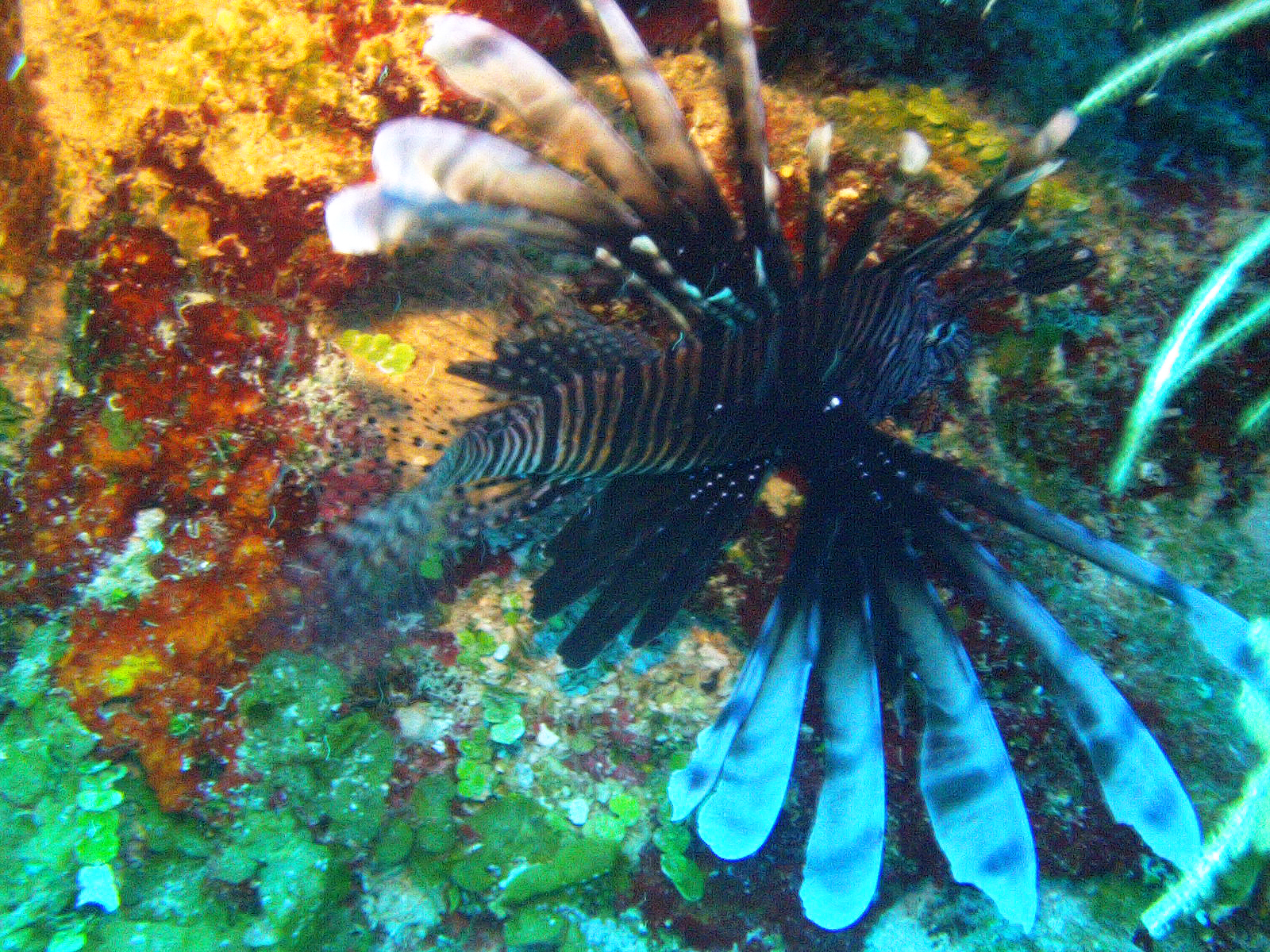
Pez León (Pterois volitans) en aguas de Belice

El Paleozoico está representado por algunas rocas ígneas intrusivas y una secuencia de unidades estratigráficas sedimentarias y metasedimentarias, todas ellas situadas en las Montañas Mayas de Belice. Las rocas ígneas intrusivas forman el complejo granítico de base en las Montañas Mayas de Belice. El granito Mountain Pine Ridge, se cree está formado por varias composiciones de granito debido a «varios episodios de intrusión», subyace al grupo Santa Rosa. Algunas fuentes considera que el granito Mountain Pine Ridge es aproximadamente el equivalente en edad al Granito Rabinal de Guatemala y al Gneis Chaucus de México. Además de los granitos, en 1985 se señalaron algunas rocas cataclásticas graníticas de edad desconocida que afloran cerca de Mountain Pine Ridge en las Montañas Mayas.

### Fauna
Belice es un país con una rica variedad de vida silvestre, debido a su posición única entre América del Norte y América Central, y una amplia gama de climas y hábitats para la vida vegetal y animal. La baja población humana de Belice, y aproximadamente 8867 millas cuadradas (22 970 km²) de tierra no distribuida, proporciona un hogar ideal para más de 5000 especies de plantas, y un gran número de especies de animales - con varios cientos de vertebrados incluyendo armadillos, serpientes y monos.

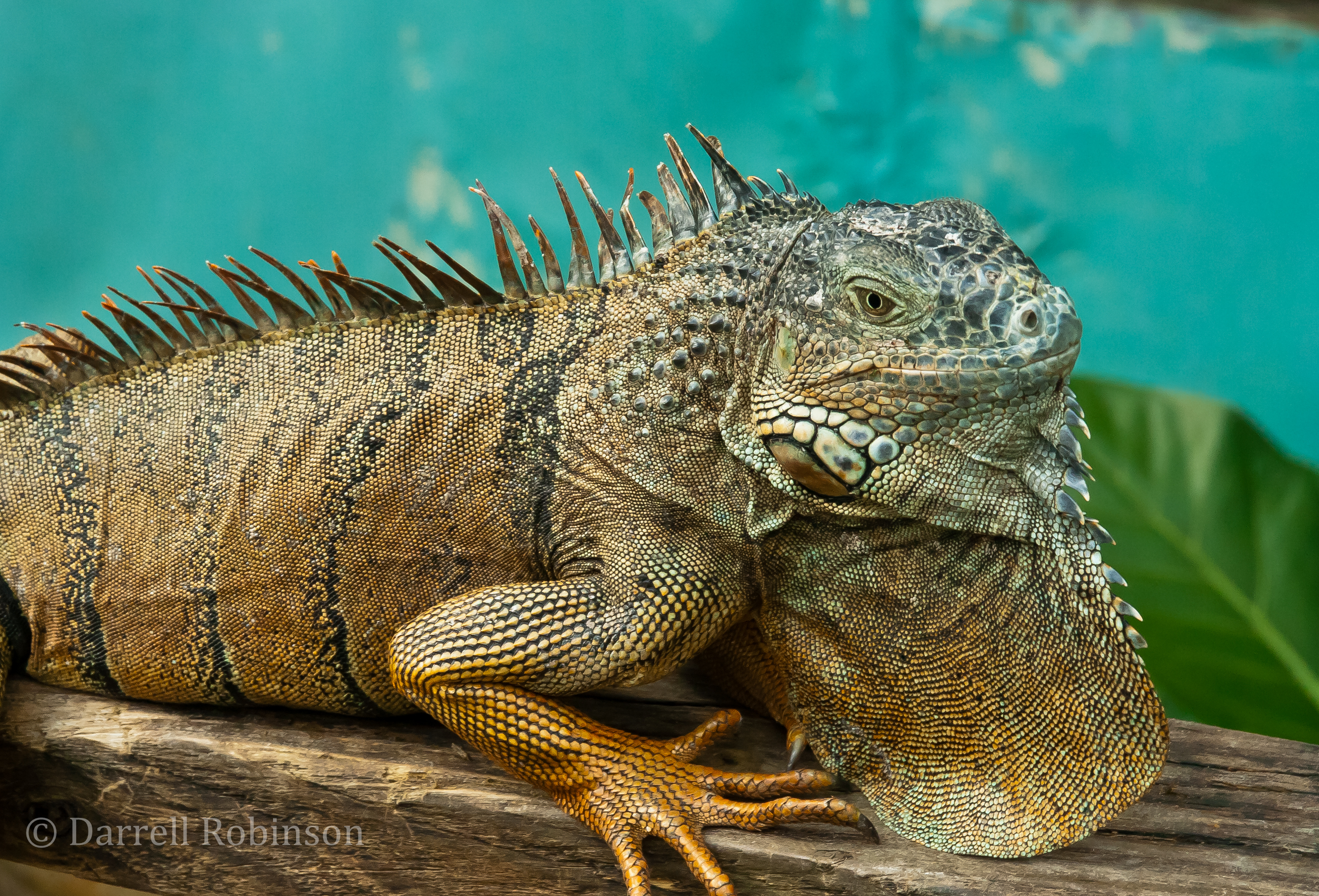
Iguana Verde (Iguana iguana) en San Ignacio, Belice

La gran mayoría de los animales de Belice pertenecen a diversos linajes que son «no vertebrados», con muchos artrópodos, moluscos, anélidos, nematodos y a menudo un sinnúmero de otros poco estudiados.
La avifauna de Belice incluye un total de 590 especies, de las cuales dos están en peligro de extinción a nivel mundial y cuatro han sido introducidas por el hombre.

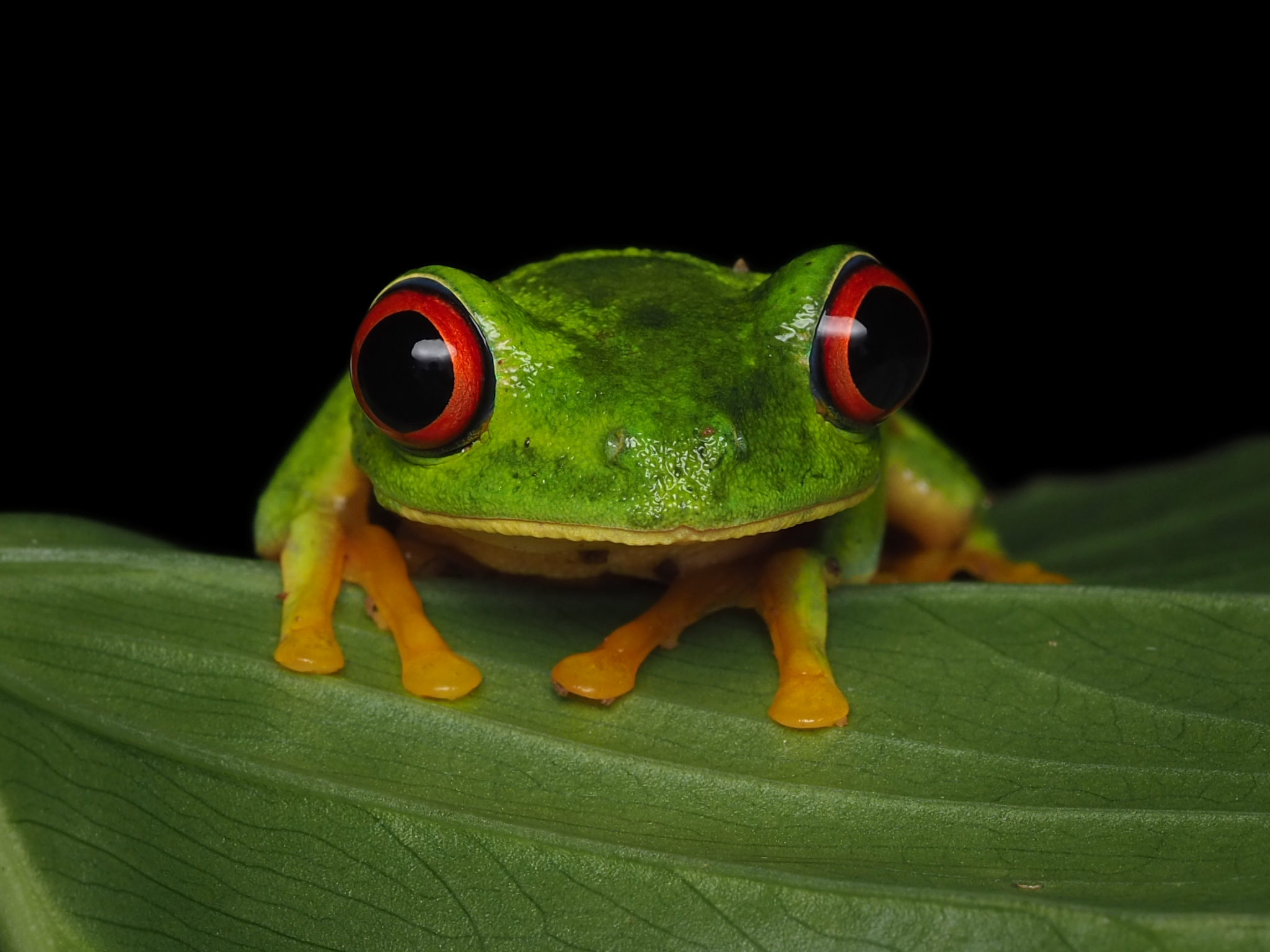
Rana arbórea de ojos rojos (Agalychnis callidryas.) en Belice

En los bosques tropicales de Belice hay muchas especies de salamandras, sapos y ranas, como la salamandra rufescente, la rana arborícola de ojos rojos, la rana de lluvia maya, el sapo marino y el sapo mexicano de madriguera. De las 450 especies de salamandras que hay en el mundo, solo seis tipos se encuentran en Belice, todas ellas pertenecientes a la familia Plethodontidae. Este grupo de salamandras son las salamandras sin pulmones, lo que significa que no respiran por los pulmones, sino por los poros de su piel húmeda. En Belice viven tres especies de sapos, de un total de más de 300. El sapo más grande conocido se encuentra en Belice, el sapo marino. Puede llegar a medir 20 cm y pesar hasta 1,2 kg. Estos sapos son más comunes en los asentamientos humanos que en la naturaleza. Se han adaptado a los asentamientos humanos, por lo que se alimentan de la comida de gatos o perros que se deja para las mascotas de la casa.
En Belice, hay dos especies de cocodrilos que merodean por sus aguas, el cocodrilo americano y el cocodrilo de Morelet. Aunque ambas especies no son especialmente agresivas, se encuentran como un peligro para los humanos. El cocodrilo americano puede llegar a medir hasta 6,4 m, siendo la media unos 4 m. Suelen encontrarse en los pantanos y tierras bajas de Belice. El cocodrilo de Morelet, que es más pequeño, puede crecer hasta 4 m, pero el tamaño medio es de 2,5 m. Estos cocodrilos se ven sobre todo a lo largo de la costa del norte y el centro de Belice en agua dulce.
Belice tiene muchas especies y tipos de tortugas. Hay tres especies de tortugas marinas de caparazón duro, como la caguama, que mide de media 2,3 metros y pesa 540 kilogramos. Se encuentran en los océanos abiertos y en las aguas costeras de Belice. Otra es la tortuga verde, que mide una media de 1,5 m y puede pesar hasta 100 kg. Las tortugas verdes migran a través de los mares abiertos, pero se encuentran principalmente en aguas costeras poco profundas. El tercer tipo de tortuga de caparazón duro que puede encontrarse en Belice es la tortuga de Carey.

## Economía
| Exportaciones a | Exportaciones a | Importaciones de | Importaciones de |
| País            | Porcentaje      | País             | Porcentaje       |
| --------------- | --------------- | ---------------- | ---------------- |
| Estados Unidos  | 35,23 %         | Estados Unidos   | 48,68 %          |
| Reino Unido     | 20,68 %         | Panamá           | 17,82 %          |
| Costa Rica      | 7,19 %          | Guatemala        | 6,46 %           |
| España          | 3,67 %          | Austria          | 6,11 %           |
| Irlanda         | 2,84 %          | México           | 4,88 %           |
| —               | —               | Suiza            | 3,57 %           |

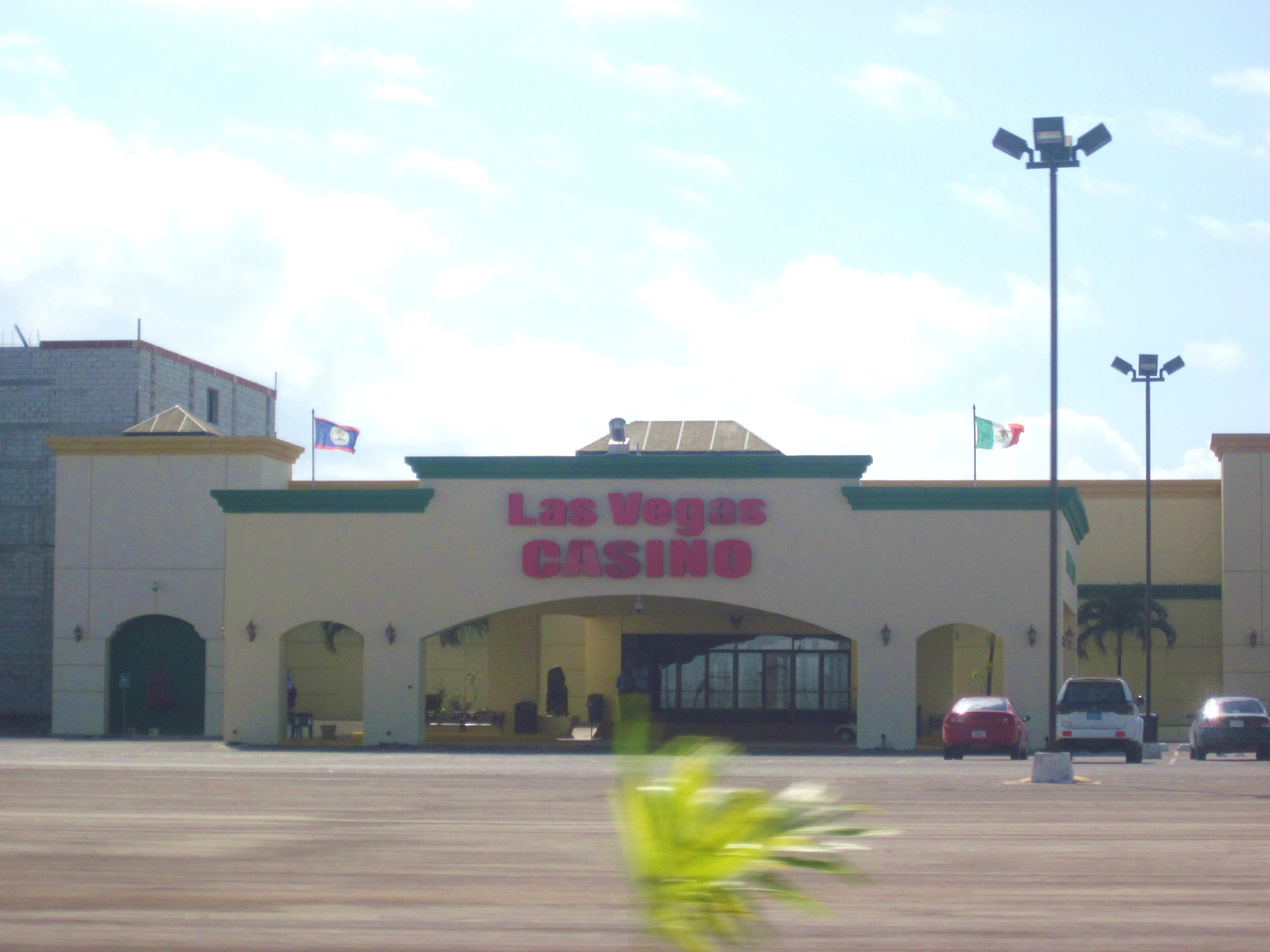
Casino Las Vegas en Belice

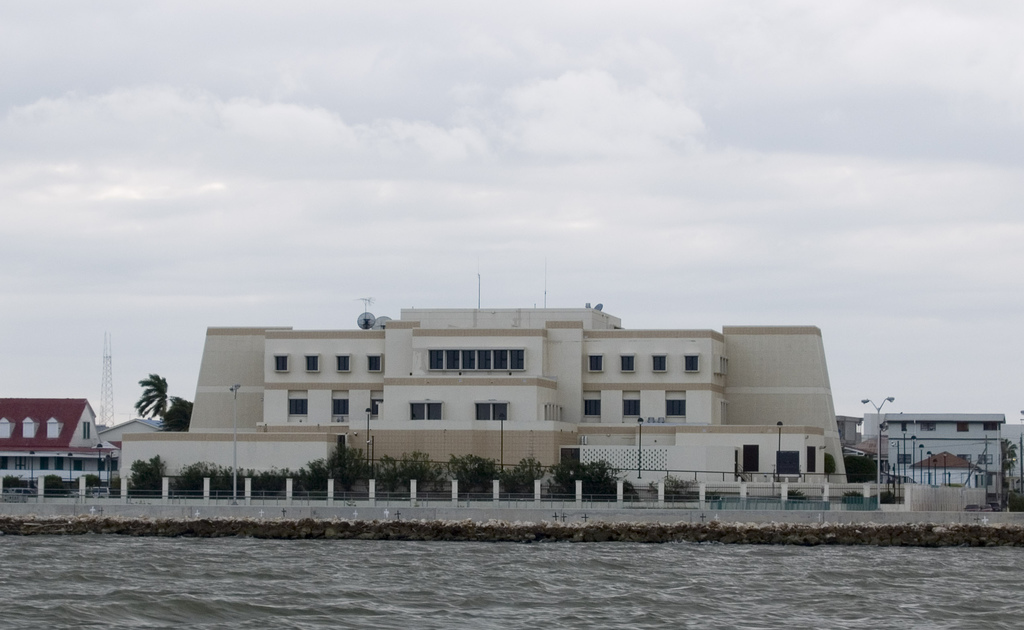
Banco Central de Belice

Belice es la economía número 170 por volumen de PIB. Su deuda pública en 2016 era de 1578 millones de euros, con una deuda del 99,23 % del PIB. Su deuda per cápita es de 4300 euros (€) por habitante. Belice tiene una economía empresarial pequeña, en su mayoría privada, que se basa principalmente en la agricultura, la industria agroalimentaria y la comercialización, y el turismo, mientras que el sector construcción recientemente han cobrado mayor importancia. El país también es productor de minerales industriales y petróleo. Desde 2017, la producción de petróleo fue de 2000 barriles/día (320 m³/d). En la agricultura, el azúcar, como en la época colonial, sigue siendo la cosecha principal, ya que representa casi la mitad de las exportaciones, mientras que la industria bananera es el principal empleador.
Exportaciones: azúcar, productos de jardinería, jugos concentrados de naranja y toronja, productos del mar, plátanos y reexportaciones.

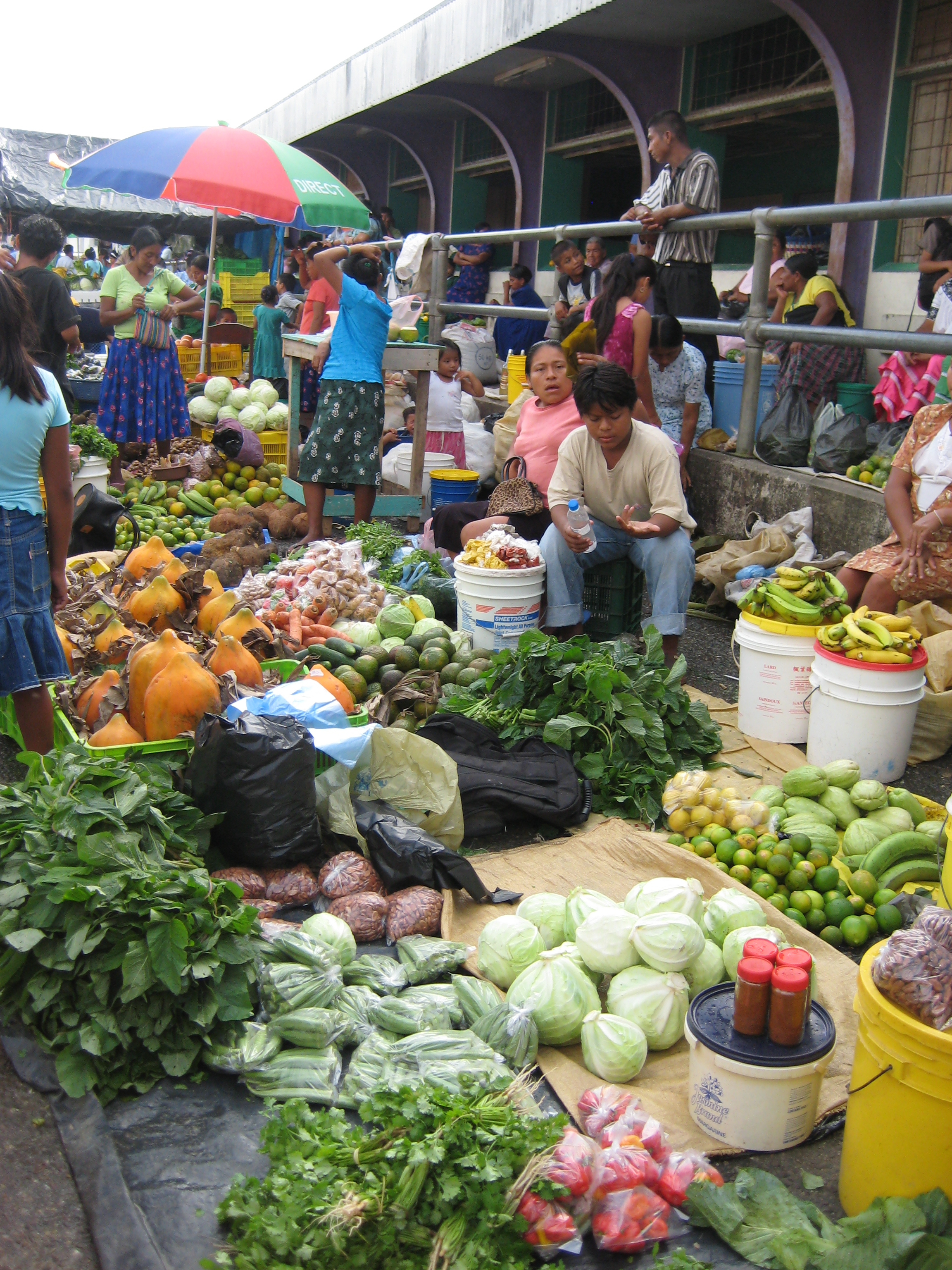
Mercado al aire libre de Punta Gorda, Belice

Importaciones: a principios de la década de los ochenta, las exportaciones anuales ascendían a 28,6 millones de dólares y el costo de las importaciones a 545,3 millones.
Belice se encuentra en la costa de América Central. Basado en su ubicación, es visto como un hermoso destino para vacacionar. Sin embargo, también debido a su ubicación, actualmente se está conociendo en el ámbito mundial por atraer a muchas entidades de tráfico de drogas en América del Norte. La moneda de Belice está vinculada al dólar estadounidense. Esto atrae a los narcotraficantes y blanqueadores de capitales que desean utilizar su sistema económico actual. Además, Belice también ofrece a los no residentes la posibilidad de establecer cuentas en el extranjero. Debido a esto, es esperable que muchos narcotraficantes y lavadores de dinero utilicen a Belice como una entidad bancaria de blanqueo de capitales. Como resultado, el Departamento de Estado de los Estados Unidos nombró a Belice como uno de los «principales países de blanqueo de capitales» del mundo en 2016. Debido a eso, se ha registrado en Belice la operación de bandas internacionales, tales como Mara 13 o Mara Salvatrucha, y Mara 18, vinculadas al tráfico de drogas.

## Infraestructura
La mayor empresa eléctrica integrada y la principal distribuidora de Belice es Belize Electricity Limited. BEL era propiedad de Fortis Inc. en un 70 % aproximadamente, una empresa de distribución canadiense propiedad de inversores. Fortis asumió la gestión de BEL en 1999, a invitación del gobierno de Belice, en un intento de mitigar los problemas financieros anteriores de la empresa de servicios públicos gestionada localmente. Además de su inversión regulada en BEL, Fortis es propietaria de Belize Electric Company Limited (BECOL), una empresa de generación hidroeléctrica no regulada que opera tres instalaciones de generación hidroeléctrica en el río Macal.
El 14 de junio de 2011, el gobierno de Belice nacionalizó la participación de Fortis Inc. en Belize Electricity Ltd. La empresa de servicios públicos tuvo graves problemas financieros después de que la Comisión de Servicios Públicos (PUC) del país, en 2008, «desautorizara la recuperación de los costes de combustible y energía comprada incurridos anteriormente en las tarifas de los clientes y fijara las tarifas de los clientes a un nivel que no permite a BEL obtener un rendimiento justo y razonable», dijo Fortis en una declaración de junio de 2011. BEL recurrió esta sentencia ante el Tribunal de Apelación, con una audiencia prevista para 2012. En mayo de 2011, el Tribunal Supremo de Belice accedió a la solicitud de BEL para impedir que la PUC tomara cualquier medida de ejecución mientras estaba pendiente la apelación. La Cámara de Comercio e Industria de Belice emitió un comunicado en el que afirmaba que el gobierno había actuado con precipitación y expresaba su preocupación por el mensaje que enviaba a los inversores.
En agosto de 2009, el gobierno de Belice nacionalizó Belize Telemedia Limited (BTL), que ahora compite directamente con Speednet. Como resultado del proceso de nacionalización, los acuerdos de interconexión vuelven a ser objeto de negociación. Tanto BTL como Speednet venden servicios telefónicos básicos, llamadas nacionales e internacionales, servicios de prepago, servicios celulares a través de GSM 1900 megahercios (MHz) y 4G LTE respectivamente, itinerancia celular internacional, telefonía inalámbrica fija, servicio de Internet de fibra hasta el hogar y redes de datos nacionales e internacionales.

## Demografía

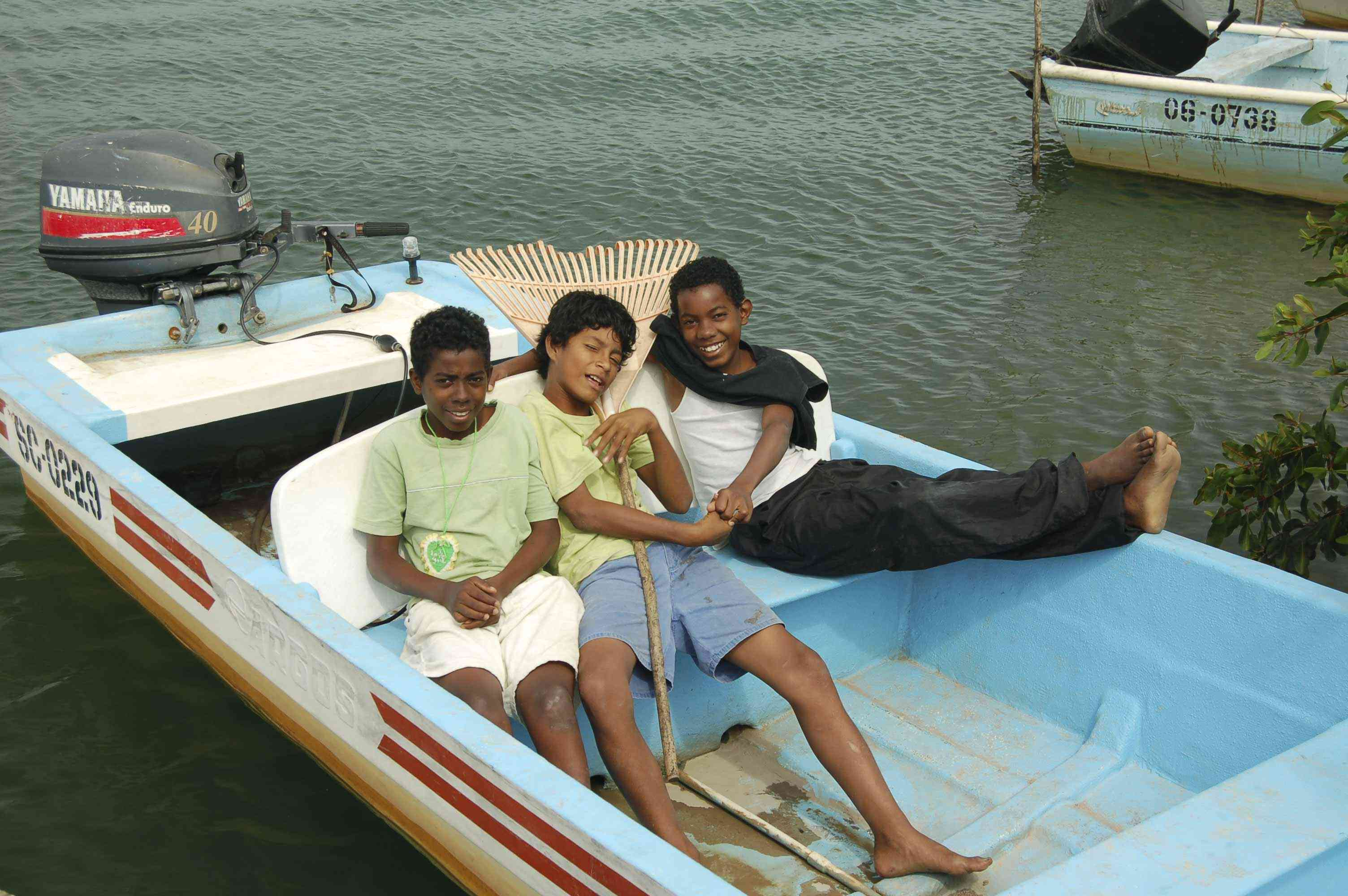
Belice es uno de los países racial y étnicamente más diversos de la región

La colonización, la esclavitud y la inmigración han jugado un papel importante en la modificación étnica de la población y, en consecuencia, Belice es un país con numerosas culturas, idiomas y grupos étnicos.
La población de Belice es bastante reducida, tanto en términos relativos como absolutos. Tiene una población de 410 990 habitantes. y una densidad demográfica media de apenas 17,79 hab./km², con extensas áreas selváticas en las que ni siquiera se llega a la unidad demográfica. El total de la población en las zonas urbanas era de 145 832 habitantes, 71 087 hombres y 74 745 mujeres. El total de la población rural en Belice era de 176 621 habitantes, 90 140 hombres y 86 481 mujeres. El número total de hogares en Belice era de 79 492, de los cuales 39 162 pertenecían al área urbana y 40 330 al área rural.

### Etnias de Belice
Según el censo de 2022, la población de Belice es de 397.483 habitantes. La tasa global de fecundidad de Belice en 2023 era de 2,010 hijos por mujer. La tasa de natalidad era de 17,8 nacimientos por cada 1000 habitantes (2022), y la tasa de mortalidad era de 6,3 muertes por cada 1000 habitantes (2022). Se ha producido un cambio étnico-demográfico sustancial desde 1980, cuando la proporción criollo/hispano pasó de 58/38 a 26/53 en la actualidad, debido al traslado de muchos criollos a Estados Unidos, el Reino Unido, otros países del Caribe anglosajón y al aumento de la tasa de natalidad mestiza y de la migración procedente de otros países de América Latina.
| Grupos étnicos en Belice | Grupos étnicos en Belice | Grupos étnicos en Belice | Grupos étnicos en Belice | Grupos étnicos en Belice |
| ------------------------ | ------------------------ | ------------------------ | ------------------------ | ------------------------ |
| Etnias                   |                          |                          |                          |                          |
| Mestizos                 | Mestizos                 |                          | 51.7 %                   | 51.7 %                   |
| Criollos                 | Criollos                 |                          | 25.2 %                   | 25.2 %                   |
| Mayas                    | Mayas                    |                          | 9.8 %                    | 9.8 %                    |
| Blancos                  | Blancos                  |                          | 4.8 %                    | 4.8 %                    |
| Garífunas                | Garífunas                |                          | 4 %                      | 4 %                      |
| Indostaníes              | Indostaníes              |                          | 2 %                      | 2 %                      |
| Otros                    | Otros                    |                          | 1.2 %                    | 1.2 %                    |
| Asiáticos y Árabes       | Asiáticos y Árabes       |                          | 1 %                      | 1 %                      |
| No Indicados             | No Indicados             |                          | 0.3 %                    | 0.3 %                    |

### Grupos étnicos
Belice, a pesar de ser una nación pequeña, es un crisol de culturas. Aunque la idea y la aplicación pasiva de la segregación racial de la propaganda del gobierno colonial británico para mantener a la población dividida estaba presente, nunca tuvo un fuerte impacto en la población ya que era pequeña y ya étnicamente diversa. Como en cualquier otro país, hay rastros de racismo, pero en grado mínimo, ya que la mayoría de los beliceños no lo toleran ni lo consideran correcto. Belice tiene una docena o más de culturas activas, y todos los grupos étnicos han contribuido de una forma u otra a crear la identidad beliceña a través de la gastronomía, la música, las palabras prestadas, el folclore, la moda y las artes; todos ellos se han mezclado para crear la unidad beliceña basada en el lema del país «Sub Umbra Floreo», que significa «Bajo la sombra florezco».

#### Mayas
Se cree que los mayas han estado presentes en Belice y la península de Yucatán desde el segundo milenio antes de Cristo. Sin embargo, gran parte de la población maya de Belice fue arrasada por las enfermedades que trajeron los europeos, así como los conflictos entre las tribus y los europeos. Tres grupos mayas habitan el país en la actualidad: Los yucatecos (que vinieron del Yucatán (México) para escapar de la Guerra de Castas de la década de 1840), los mopanes (indígenas de Belice, expulsados por los británicos, que regresaron de Guatemala para evadir la esclavitud en el siglo XIX), y los kekchis (que también huyeron de la esclavitud a Guatemala y volvieron en el siglo XIX). Los grupos posteriores se encuentran principalmente en el distrito de Toledo.

#### Criollos

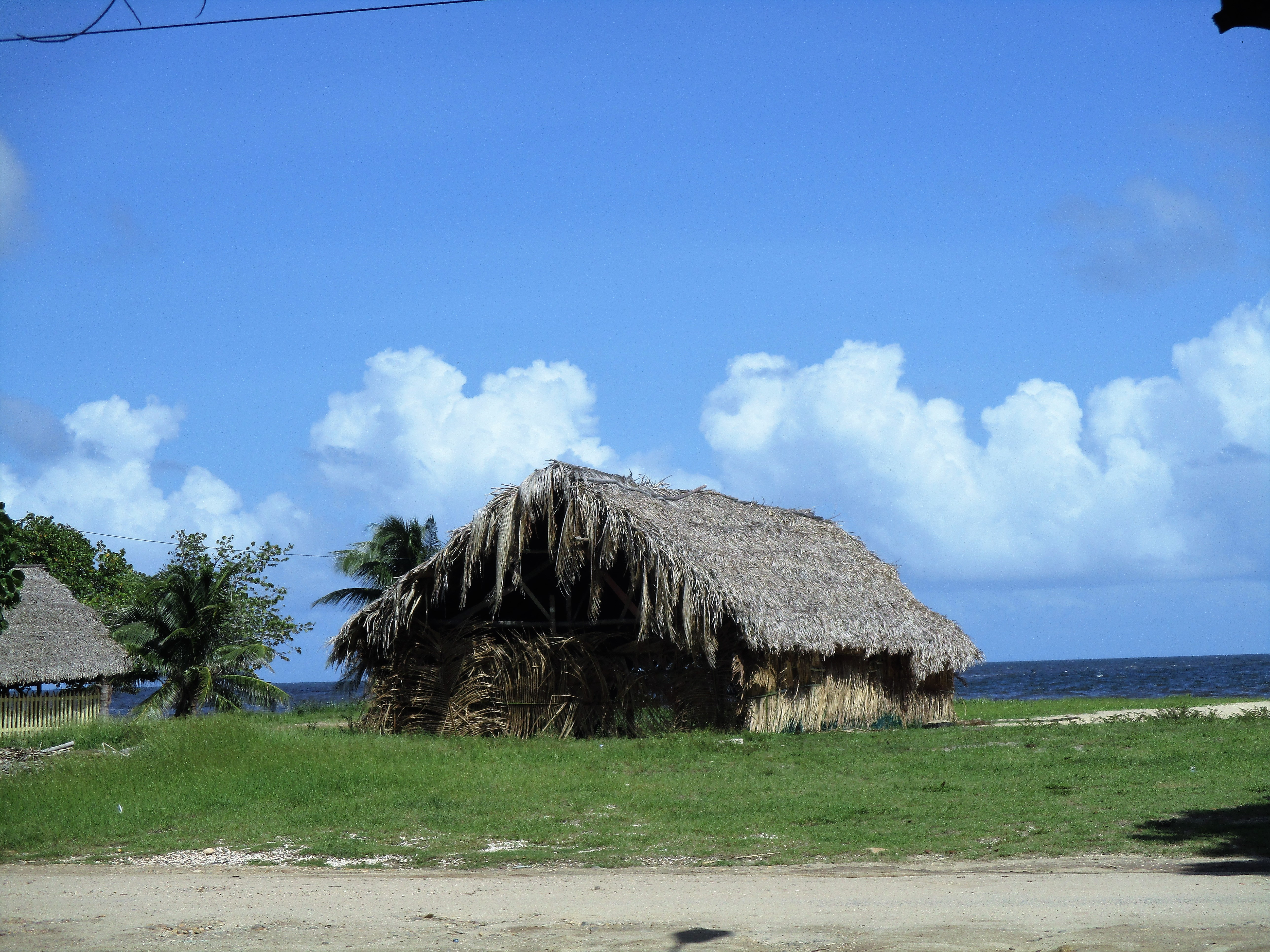
Casa tradicional garífuna en Belice

Los criollos constituyen aproximadamente el 21 % de la población de Belice y aproximadamente el 75 % de la diáspora. Son descendientes de los esclavos Baymen, y estos llegaron a Belice en el fin de la industria maderera. Estos esclavos eran en su mayoría africanos (muchos de ellos de ascendencia miskita) de Nicaragua y africanos nacidos que habían pasado períodos muy breves en Jamaica. Algunos jamaiquinos más llegaron en el siglo XIX.
El criollo es un lenguaje que se desarrolló durante la esclavitud, y que históricamente solo fue hablado por los mismos esclavos. Sin embargo, los criollos se convirtieron en sinónimo de identidad nacional, y como resultado ahora el criollo beliceño es la lengua franca de la nación.
El criollo (Kriol, en criollo beliceño) es una denominación étnica y lingüística. La designación es más cultural que racial, y no se limita a un cierto aspecto físico determinado. Los criollos se encuentran en todo Belice, pero principalmente en las zonas urbanas como la Ciudad de Belice, las ciudades y pueblos costeros, y en el valle del río Belice.
Los criollos beliceños, junto con los africanos y los garífunas, forman la población afrobeliceña, que representa alrededor del 30 % de la población. Los criollos han tenido un gran impacto en la historia y la política de Belice. Participaron activamente en la Batalla del Cayo San Jorge, en el Batallón de las Indias Occidentales Británicas en la Primera y la Segunda Guerra Mundial y en el movimiento de la raza negra por la igualdad de derechos. 
Los criollos fueron uno de los primeros grupos de personas en solicitar y obtener una educación superior en Jamaica y en el Reino Unido, donde, tras regresar a Belice, se unieron e iniciaron el movimiento por el sufragio adulto, el autogobierno y la independencia.  Todos los acontecimientos históricos importantes comenzaron en la ciudad de Belice y la mayoría de los primeros involucrados eran de ascendencia criolla, que eran la clase alta y media de Belice en ese entonces. Algunos beliceños criollos muy conocidos fueron Samuel Haynes, Philip Goldson, Dean Barrow, Minita Gordon, Cleopatra White, Cordel Hyde y Patrick Faber, entre otros.
Los criollos fueron el grupo étnico más numeroso de Belice hasta los años 80, debido a la emigración masiva de afrobeliceños a Estados Unidos, Reino Unido y el Caribe anglófono entre los años 60 y 70, y a la inmigración masiva de refugiados centroamericanos a Belice a causa de la guerra centroamericana y la inestabilidad política, que cambiaron la demografía del país para siempre.

#### Los Garífunas
Los garífunas representan alrededor del 4 % de la población beliceña y son una mezcla de africanos y nativos caribeños. el mayor asentamiento garífuna y la ciudad garifuna más grande es Dangriga, conocido como griga por los lugareños. Es la capital del distrito de Stann Creek, en el sur de Belice, y está reconocida como la capital cultural del país. La cultura y la música garífuna han influido en la literatura, las artes y la identidad musical de la nación. 
Durante la época colonial, los británicos formaron a muchos garífunas como enfermeros y educadores, y los enviaron a comunidades dispersas por la colonia de Honduras Británica para que prestaran servicios públicos. 
Aunque eran cautivos expulsados de sus patrias, nunca se documentó a esta gente como esclavos. Las dos teorías que prevalecen son que eran los supervivientes de dos naufragios, o que asumieron el control de la nave.
A lo largo de la historia han sido incorrectamente etiquetados como «negros caribeños». Cuando los británicos se hicieron cargo de San Vicente y las Granadinas después del Tratado de París en 1763, se opusieron a los colonos franceses y sus aliados garífunas. Los garífunas finalmente se rindieron a los británicos en 1796. 5000 garífunas fueron desterrados de la isla granadina de Baliceaux. Sin embargo, solo unos 2500 de ellos sobrevivieron en el viaje a Roatán, una isla frente a la costa de Honduras. El idioma garífuna pertenece a la familia lingüística arawak. Este tiene un gran número de préstamos de las lenguas caribeñas y del inglés.
Debido a que Roatán era demasiado pequeña e infértil para apoyar a su población, Los garífunas pidieron a las autoridades españolas de Honduras que se les permitiera asentarse en la costa continental. Los españoles los emplearon como soldados, y se extendieron a lo largo de la costa caribeña de América Central. Los garífunas se asentaron en Seine Bight, Punta Gorda y Punta Negra en 1802. Sin embargo, en Belice, el 19 de noviembre de 1832 es la fecha oficialmente reconocida como el «día de asentamiento garífuna». Es feriado nacional y en todo el país se ven bailarines culturales, recreaciones de asentamientos y comidas tradicionales, y en Dangriga se celebran grandes festivales de punta y la batalla nacional de los tambores «Battle of the drums». Es una fiesta y un día cultural que se ha convertido en parte de la celebración beliceña en su conjunto. 
De acuerdo con un estudio genético, el promedio de su ascendencia es del 76 % subsahariana, el 20 % caribeña y el 4 % europea.

#### Blancos de Belice
Los blancos o caucásicos de Belice representan alrededor del 4,8 % de la población total. Comprenden a personas y descendientes de Irlanda y el Reino Unido, expatriados de Estados Unidos y Canadá, libaneses, menonitas y muchos otros traídos para ayudar al desarrollo del país. Colonos y emigrantes irlandeses y veteranos de Luisiana y otros estados sureños establecieron asentamientos confederados en Honduras Británica e introdujeron la producción comercial de caña de azúcar en la colonia, estableciendo 11 asentamientos en el interior. El mayor grupo caucásico son los menonitas, que se dividen en menonitas tradicionales y conservadores u ortodoxos y menonitas modernos o reformados.

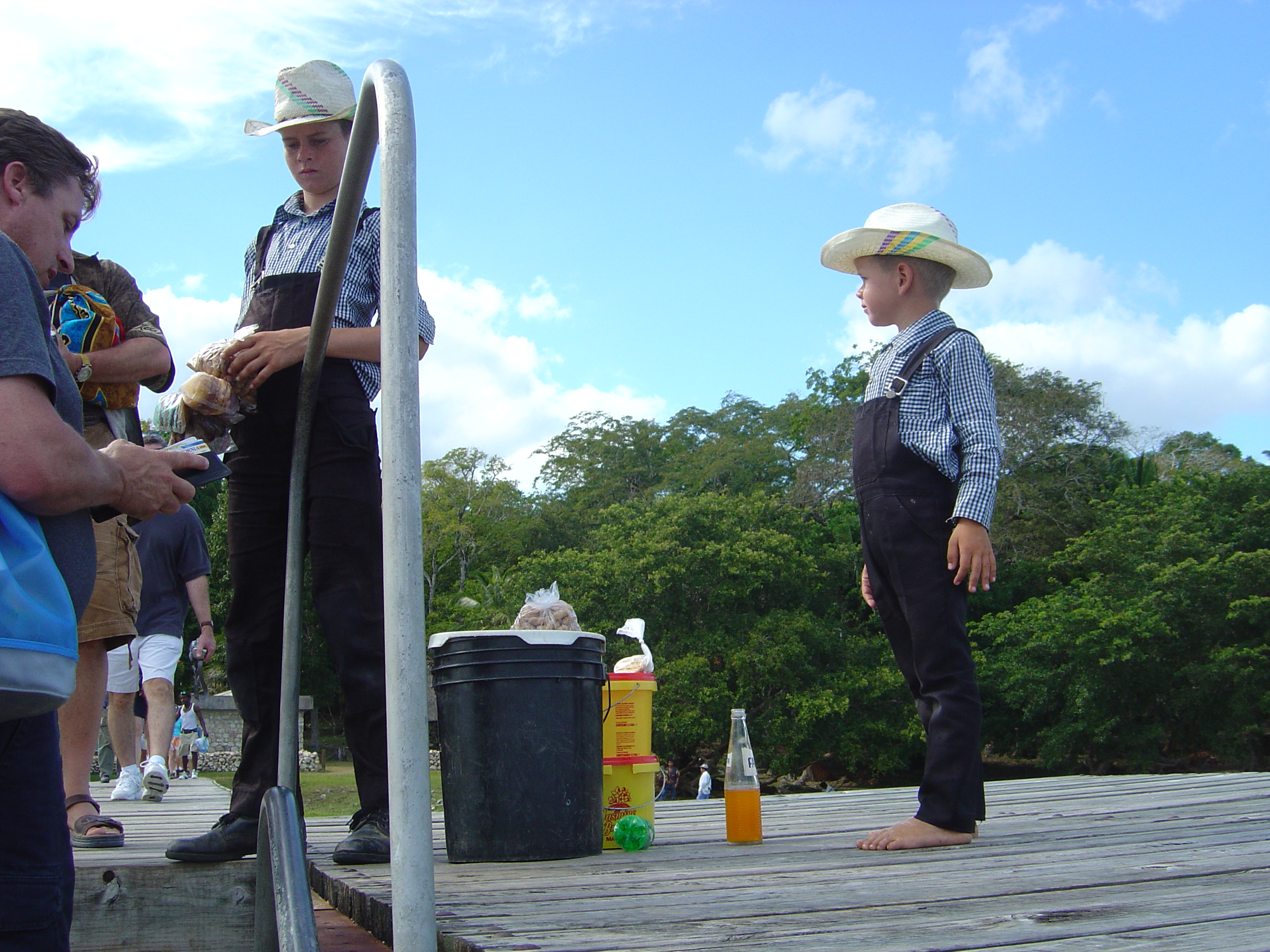
Niños Menonitas vendiendo cacahuetes cerca de Lamanai en Belice.

Más de 12 000 menonitas viven en Belice, cultivando la tierra y viviendo según sus creencias religiosas. La mayoría de la población menonita está formada por los llamados «menonitas rusos» de ascendencia alemana y neerlandesa que se establecieron en el Imperio ruso durante los siglos XVIII y XIX. La mayoría de los descendientes de menonitas rusos viven en asentamientos menonitas como Spanish Lookout, Shipyard, Little Belize y Blue Creek. Estos menonitas hablan plautdietsch (un dialecto del bajo alemán) en la vida cotidiana, pero utilizan principalmente el alemán estándar para leer textos religiosos y escribir. Los Menonitas que hablaban plautdietsch vinieron principalmente de México en los años posteriores a 1958 y son trilingües con dominio del español. También hay algunos hablantes del alemán de Pensilvania y menonitas de la antigua orden que vinieron de Estados Unidos y Canadá a finales de la década de 1960. Viven principalmente en Upper Barton Creek y asentamientos asociados. Estos menonitas atrajeron a personas de diferentes orígenes anabaptistas que formaron una nueva comunidad. Se parecen bastante a los Amish de la vieja orden, pero son diferentes de ellos.

#### Hispanos de Belice
La población hispana de Belice constituye aproximadamente la mitad de la población y está formada por dos grupos principales: los mestizos yucatecos, más conocidos como mestizos, y los refugiados y emigrantes centroamericanos.
Los mestizos son descendientes de españoles y mayas yucatecos. Fueron los primeros en introducir el catolicismo y la lengua española en Belice tras varios intentos fallidos a lo largo del siglo por parte de los conquistadores españoles. Estos mestizos llegaron a Belice en 1847, huyendo de la Guerra de Castas en Yucatán, que tuvo lugar cuando miles de mayas se alzaron contra el Estado en Yucatán y masacraron a más de un tercio de la población. Los sobrevivientes huyeron a través de las fronteras hacia territorio británico. Los mestizos se encuentran por todo Belice, pero la mayoría vive en los distritos norteños de Corozal y Orange Walk. La mayoría de los mestizos y españoles hablan español, pero también utilizan el inglés y el criollo. Otros hispanos proceden de Latinoamérica y Centroamérica, como El Salvador, Guatemala, Honduras y Nicaragua Y viven en la ciudad de Belice, el oeste y el sur del país. Los mestizos junto con los latinoamericanos constituyen el grupo étnico más numeroso de Belice, los hispanos. Los centroamericanos llegaron a Belice como refugiados de las respectivas guerras civiles en Guatemala, El Salvador y Nicaragua de los años 80.
La cultura mestiza yucateca es única y muy diferente de la cultura de los emigrantes y refugiados procedentes de países latinoamericanos y centroamericanos. En resumen, la población mestiza de Belice es de aproximadamente el 37 % y los latinoamericanos representan alrededor del 14 % de la población. En total, forman el grupo hispano, que ahora es la mitad o el 51 % de la población total del país.

### Indobeliceños
Los indobeliceños, también conocidos como indostaníes, son ciudadanos de Belice de ascendencia india. Esta comunidad constituye el 2 % de la población de Belice en 2022. Forman parte de la comunidad indo-caribeña más amplia, que a su vez forma parte de la diáspora india global.
Los indios orientales comenzaron a llegar a Belice después de la Rebelión de la India de 1857, y el primer barco con indios llegó en 1858 como parte del sistema Trabajador no abonado establecido por el gobierno británico tras la abolición de la esclavitud. En un principio llegaron en régimen de servidumbre, pero muchos se quedaron para trabajar en las plantaciones de azúcar y se les unieron otros inmigrantes indios. Los indios se reparten por numerosos pueblos y ciudades, principalmente en los distritos de Corozal y Toledo, y viven en comunidades rurales razonablemente compactas.
En la actualidad, aunque son pocos los descendientes de los inmigrantes indios originales que descienden plenamente de la India, muchos de sus descendientes se han casado con otros grupos étnicos de Belice, sobre todo con los criollos y los Mestizos. Sin embargo, siguen siendo identificables por su fisonomía y se les conoce como «hindúes» o «indios orientales». Este conjunto de indios estaba compuesto casi en su totalidad por personas procedentes de la región Bhojpur, la región Awadh y otros lugares de Indostán del Norte de la India. Una minoría de trabajadores contratados procedía del sur de la India y de otras regiones del sur de Asia. La mayoría de los indios de las zonas urbanas son empresarios y se dedican a la importación y el comercio de mercancías.

### Asiáticos orientales y árabes
En el siglo XX llegaron más inmigrantes asiáticos  procedentes de China, India, Siria y Líbano. Said Musa, hijo de un inmigrante de Palestina, fue el primer ministro de Belice de 1998 a 2008. También empezaron a establecerse en el país inmigrantes centroamericanos procedentes de El Salvador, Guatemala, Honduras y Nicaragua.
La importación de trabajadores chinos  a Honduras Británica fue una respuesta a los cambios económicos de mediados del siglo XIX. A medida que disminuía la producción de madera de tronco y caoba, las plantaciones de caña de azúcar Las plantaciones adquirieron una importancia cada vez mayor. El reclutamiento de trabajadores de China fue facilitado por el gobernador colonial John Gardiner Austin, que anteriormente había trabajado como intermediario laboral en Xiamen, Fujian en la costa sureste de China.  474 trabajadores chinos llegaron así a Honduras Británica en 1865. Fueron enviados al norte de la colonia, pero a partir de 1866 fueron reasignados a las zonas centro y sur debido al gran número de muertes y abandonos. En 1869, sólo quedaban contabilizados 211; 108 habían muerto, mientras que otros 155 se habían refugiado con los nativos en Chan Santa Cruz.
Desde la década de 1990 y en la actualidad, Belice ha sido un refugio seguro y muchos se han integrado en la sociedad beliceña. El programa de ciudadanía por inversión Visado de oro de Belice, que comenzó en 1986, fue una opción popular entre los emigrantes chinos en la década de 1990. En respuesta a la demanda, el precio aumentó de 25.000 a 50.000 dólares en 1997. Los emigrantes de Hong Kong, que carecían del verdadero Súbdito británico pero sólo tenían el estatus de ciudadano Británico de ultramar, trataron de obtener pasaporte Beliceño como póliza de seguro en caso de que las condiciones en su tierra natal empeoraran en 1997 tras la Transferencia de soberanía de Hong Kong.
Los asiáticos orientales y los árabes son una población abrumadoramente urbana, con cinco sextos viviendo en ciudades, la proporción más alta de todos los grupos étnicos tabulados. Esta proporción es ligeramente superior a la de los garífunas y los criollos, pero contrasta claramente con la de los indios orientales, de los que aproximadamente la mitad viven en zonas rurales. Los asiáticos orientales son importantes en el sector minorista y en las cadenas de restaurantes de comida rápida de Belice, al igual que los árabes. 
La población árabe  de Belice es fuerte y constante. Sólo seis familias de este grupo árabe son palestinas. Sin embargo, estos palestinos se han arraigado en su nuevo hogar y forman parte de la élite política.
El padre de Said Musa, ex primer ministro de Belice, Hamid Musa, abandonó su hogar en El Bireh, cerca de Ramala, en 1930. Las penurias económicas le llevaron a vagar por el mundo en busca de un lugar donde empezar una nueva vida. Equipado con un pasaporte del Mandato Británico, Hamid Musa llegó a Centroamérica y echó raíces en otra colonia dependiente del imperio británico: Honduras Británica, que se convertiría en Belice.Para los emigrantes del Imperio británico en este periodo de preguerra, la colonia caribeña era relativamente atractiva. Su economía, basada en el cultivo de la caña de azúcar y la exportación de caoba, era estable y ofrecía oportunidades a trabajadores de diversos orígenes socioétnicos.
En el paisaje étnico de Belice, inmigrantes del Oriente Próximo podían encontrar un hueco, junto a descendientes de los mayas, inmigrantes de varios países sudamericanos y súbditos del Imperio británico. Aunque los árabes seguían hablando árabe con sus amigos árabes, los inmigrantes palestinos y libaneses, la mayoría de sus hijos crecieron en una cultura nueva y diferente. por eso la mayoría de los árabes beliceños no hablan árabe; pero la comida árabe -tehina, kubbe y labaneh - siempre está presente en casa. Los árabes beliceños viven sobre todo en la ciudad de Belice y en los pueblos de las islas y cayos. Los árabes beliceños, aunque minoritarios, han contribuido a la política y la educación a lo largo de la historia de Belice. Algunas familias árabes influyentes son los Musa, los Espat, los Shoman, los Awe y los Chebat, entre otros. Su influencia en el Partido Unido del Pueblo (People's United Party) en inglés, ha hecho de Belice un defensor del derecho palestino a la autodeterminación.

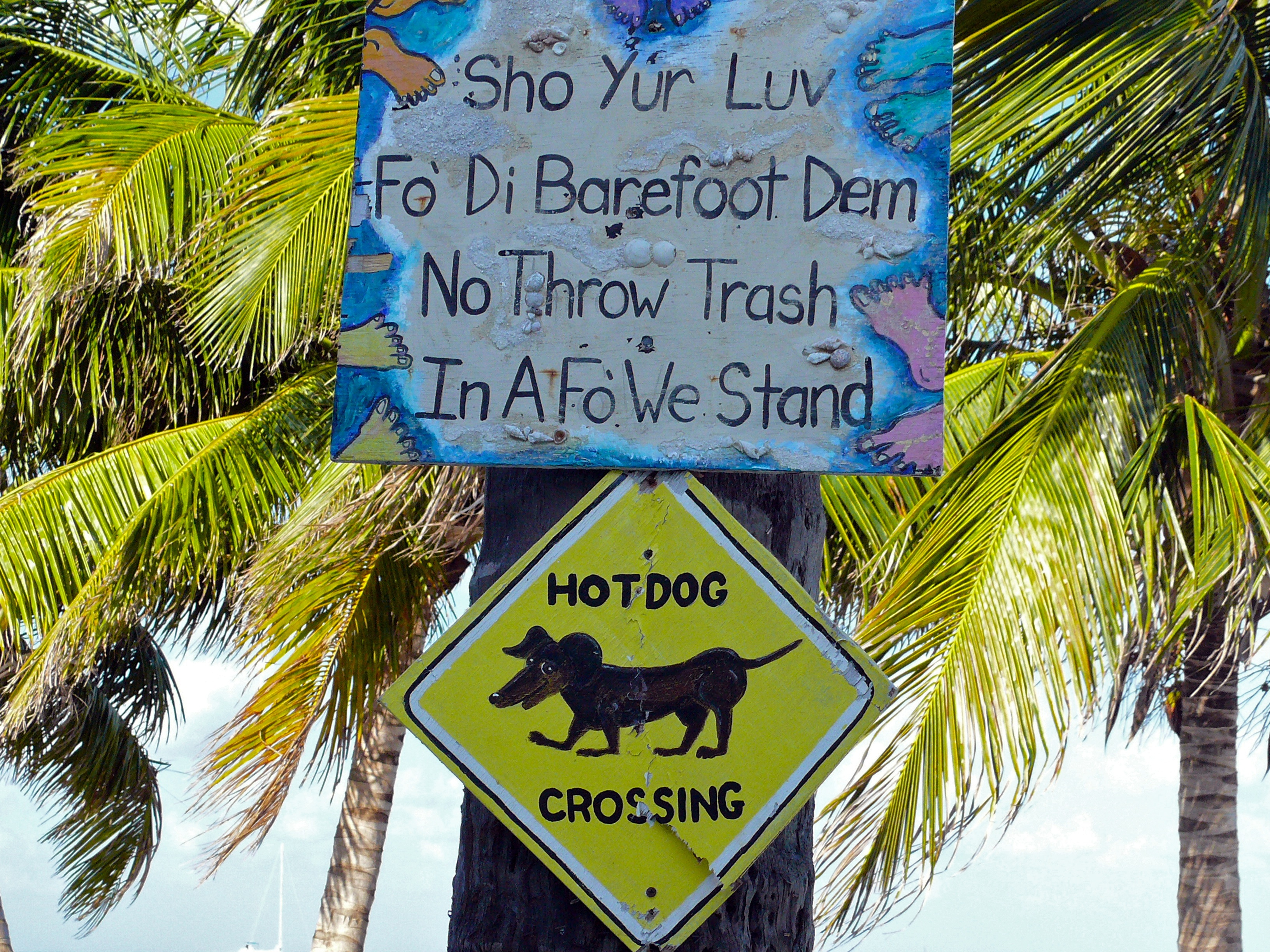
Un aviso en Belice escrito en el criollo local

### Cambios demográficos
Los criollos y otros grupos étnicos emigraron principalmente a los Estados Unidos, aunque también con destino hacia el Reino Unido, Canadá y otros países desarrollados en busca de mejores oportunidades. Basado en el último censo estadounidense, el número de beliceños en los Estados Unidos es de aproximadamente 160 000 (incluyendo 70 000 residentes legales y ciudadanos naturalizados), que son principalmente criollos y garífunas.
Del total de la población de Belice en 2010, el 14,2 % nació en el extranjero, residiendo principalmente en los distritos de Cayo y Belice. En cuanto al país de origen, el 41,3 % es proveniente de Guatemala, el 15,5 % de El Salvador, el 15,3 % de Honduras, el 6,2 % de Estados Unidos y el 4,9 % de México. Debido a los conflictos en los países vecinos, mestizos refugiados de El Salvador, Guatemala y Honduras huyeron a Belice en números significativos durante la década de 1980.
Estos dos acontecimientos han ido cambiando la demografía de la nación durante los últimos 30 años.
De acuerdo con estimaciones de la CIA, en 2009, la tasa de fecundidad es de aproximadamente 3,6 hijos por mujer. La tasa de natalidad es 27,33 nacimientos/1000, y el índice de mortalidad es de 5,8 muertes/1000.

### Idiomas
| Idioma           | Hablantes | Porcentaje |
| ---------------- | --------- | ---------- |
| Inglés           | 183 903   | 62.9 %     |
| Español          | 165 296   | 56.6 %     |
| Criollo beliceño | 130 467   | 44.6 %     |
| Quekchí          | 17 581    | 6.0 %      |
| Mopán            | 10 649    | 3.6 %      |
| Alemán           | 9364      | 3.2 %      |
| Garífuna         | 8442      | 2.9 %      |
| Otros idiomas    | 7847      | 2.7 %      |
| Sin respuesta    | 1537      | 0.5 %      |
| Total            | 292 263   | 100 %      |

El inglés es el idioma oficial de Belice, al ser una excolonia británica, siendo el único caso en un país centroamericano (véase: Inglés de Belice). Asimismo, es el idioma principal de la educación pública. Debido a los importantes flujos migratorios del resto del área, el español es hablado como lengua materna por más de un 50 % de la población y se enseña en los centros educativos. La mayoría de los beliceños hablan español, y casi todos hablan criollo beliceño e inglés. El bilingüismo es muy común y alentado.
Hispanohablantes en Belice

Belice también tiene otras lenguas minoritarias como la lengua garífuna y el plautdietsch y lenguas indígenas y en peligro de extinción, como las distintas lenguas mayas y el arawak.

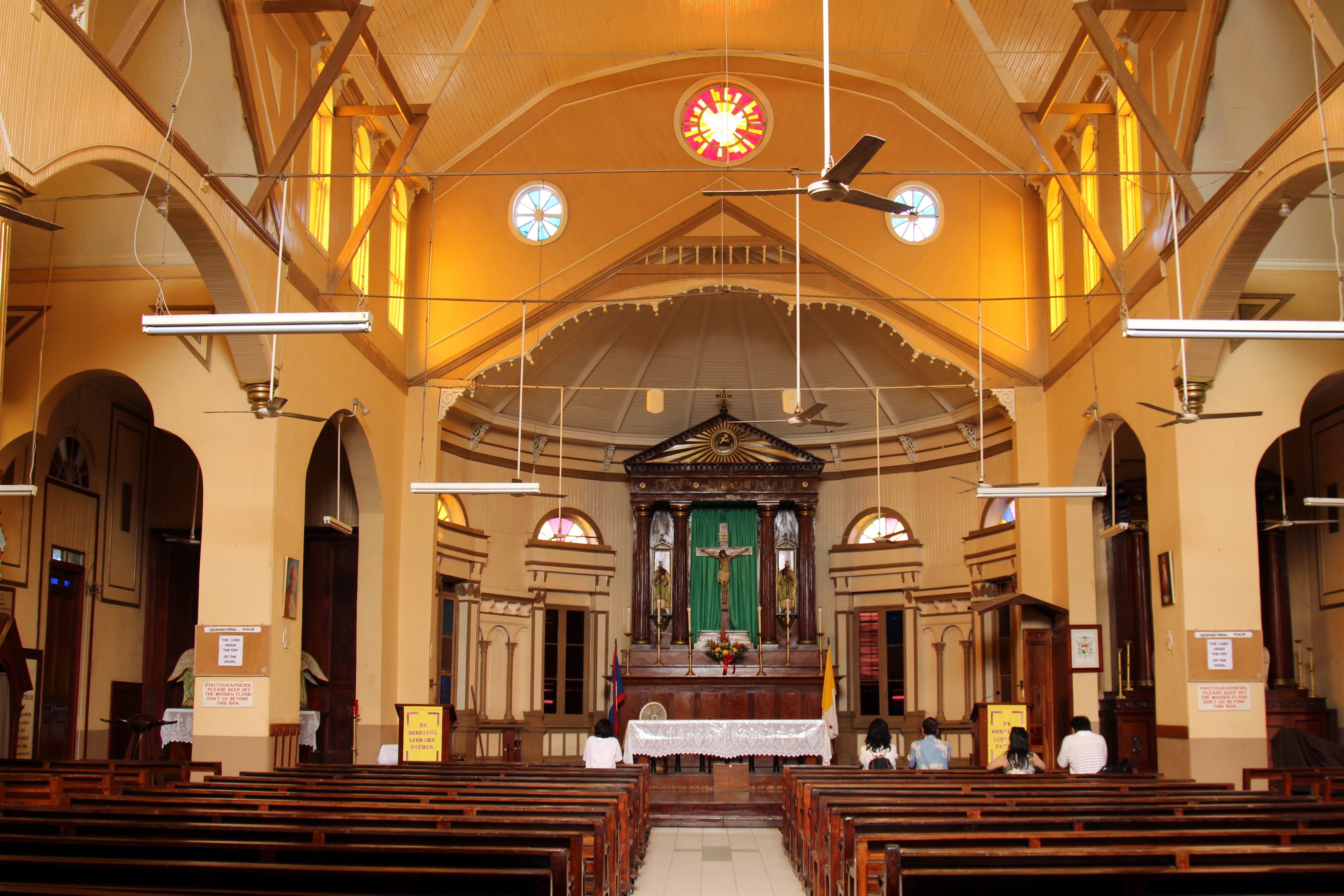
Catedral del Santo Redentor en la Ciudad de Belice

### Religión
La libertad religiosa está garantizada en Belice. De acuerdo con el censo de 2010, el 40,5 % de los beliceños son católicos, otros grupos cristianos incluyen a pentecostales: 8,4 %; adventistas: 5,4 %; anglicanos: 4,7 %; menonitas: 3,7 %; bautistas: 3,6 %, metodistas: 2,9 % y nazarenos: 2,8 %, el 1,7 % son testigos de Jehová, el 0,4 % son mormones, el 0,3 % son budistas, el 0,2 % hindúes, el 0,2 % musulmanes, el 0,2 % rastafaris, el 9,2 % se adhieren a otras religiones (bahaísmo, Ejército de Salvación, entre otras) y el 15,5 % no tiene religión.. La comunidad judía en Belice es muy pequeña, con menos de 50 miembros según el Informe de 2023 sobre la libertad religiosa internacional del Departamento de Estado de EE. UU.
En las últimas décadas han crecido los grupos evangélicos, otras religiones y el ateísmo. El hinduismo es seguido por la mayoría de los inmigrantes indios, y el islam es común entre los inmigrantes de Oriente Medio y otros muchos seguidores, entre algunos criollos. Los números varían a través de los influenciados por la emigración de países vecinos, las divisiones de grupos cristianos, etc.

### Educación
La educación se estructura en:
- Jardines de infancia
- Escuelas secundarias
- Escuelas terciarias

Estos centros proporcionan una educación para los estudiantes que en su mayoría son financiados por el gobierno. Belice posee unas 5 instituciones de nivel terciario que ofrecen licenciaturas y grados universitarios. La universidad más grande es la Universidad de Belice.

### Crimen

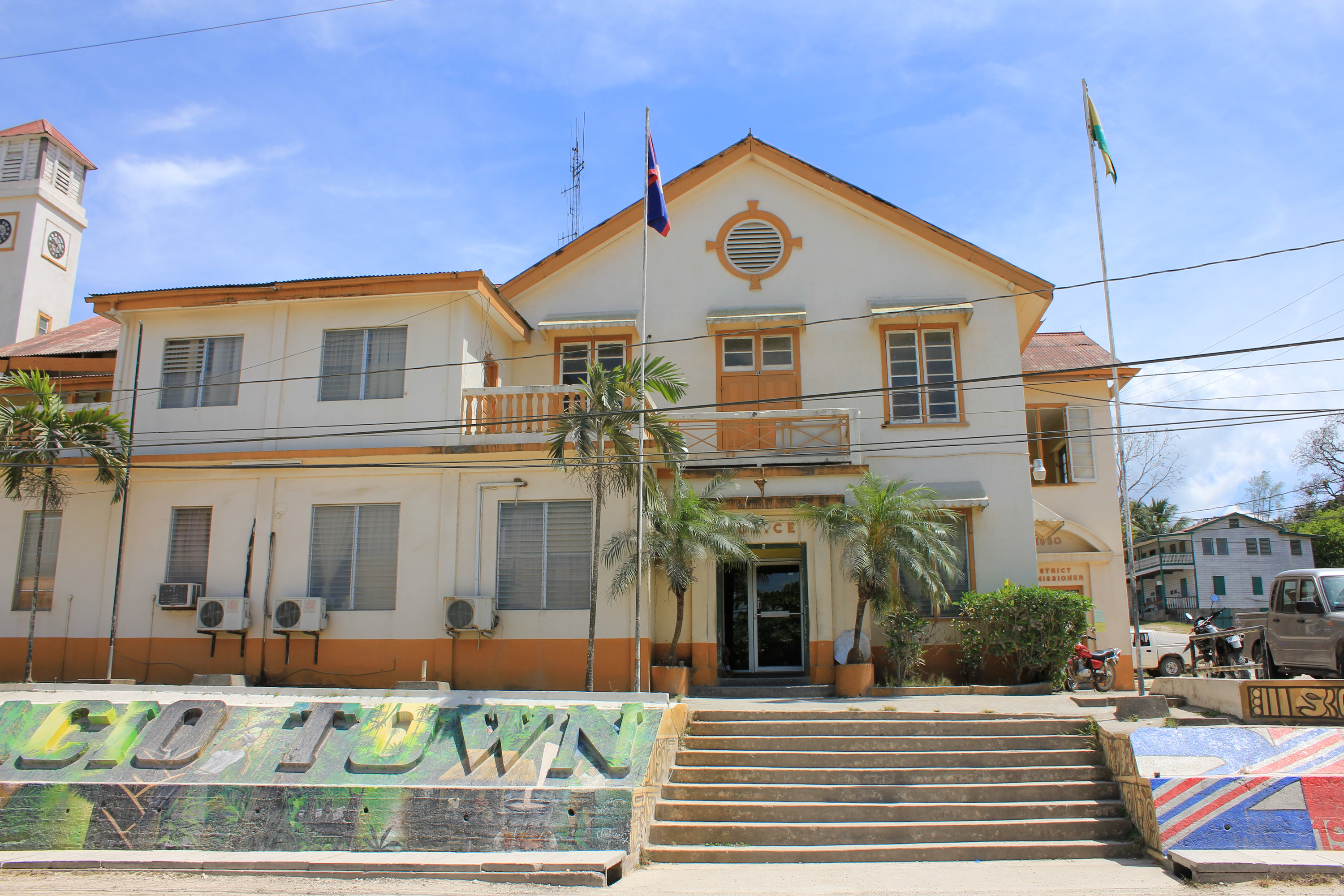
Estación de Policía de San Ignacio

Belice tiene tasas moderadas de delitos violentos. La mayor parte de la violencia en Belice proviene de la actividad de las pandillas, que incluye el tráfico de drogas y personas, la protección de las rutas de contrabando de drogas y el aseguramiento del territorio para el tráfico de drogas.
En 2019, se registraron 102 asesinatos en Belice, lo que da al país una tasa de homicidios de 24 por cada 100 000 habitantes, inferior a la de los países vecinos de México y Honduras, pero superior a la de Guatemala y El Salvador. El distrito de Belice (que contiene la ciudad de Belice) fue el que más asesinatos registró con diferencia en comparación con todos los demás distritos. En 2019, el 58 % de los asesinatos se produjeron en el Distrito de Belice. La violencia en Ciudad de Belice (especialmente en la parte sur de la ciudad) se debe en gran medida a la guerra de bandas.
En 2015, se denunciaron 40 casos de violación, 214 robos, 742 hurtos y 1027 casos de robo.
El Departamento de Policía de Belice ha implementado muchas medidas de protección con la esperanza de disminuir el elevado número de delitos. Estas medidas incluyen la adición de más patrullas a los «puntos calientes» de la ciudad, la obtención de más recursos para hacer frente al predicamento, la creación del programa «Haz lo correcto para los jóvenes en riesgo», la creación de la línea telefónica de información sobre la delincuencia, la creación del Comité de Desarrollo Ciudadano de Yabra, una organización que ayuda a los jóvenes, y muchas otras iniciativas. En 2011, el gobierno estableció una tregua entre muchas de las principales bandas, lo que redujo la tasa de homicidios.

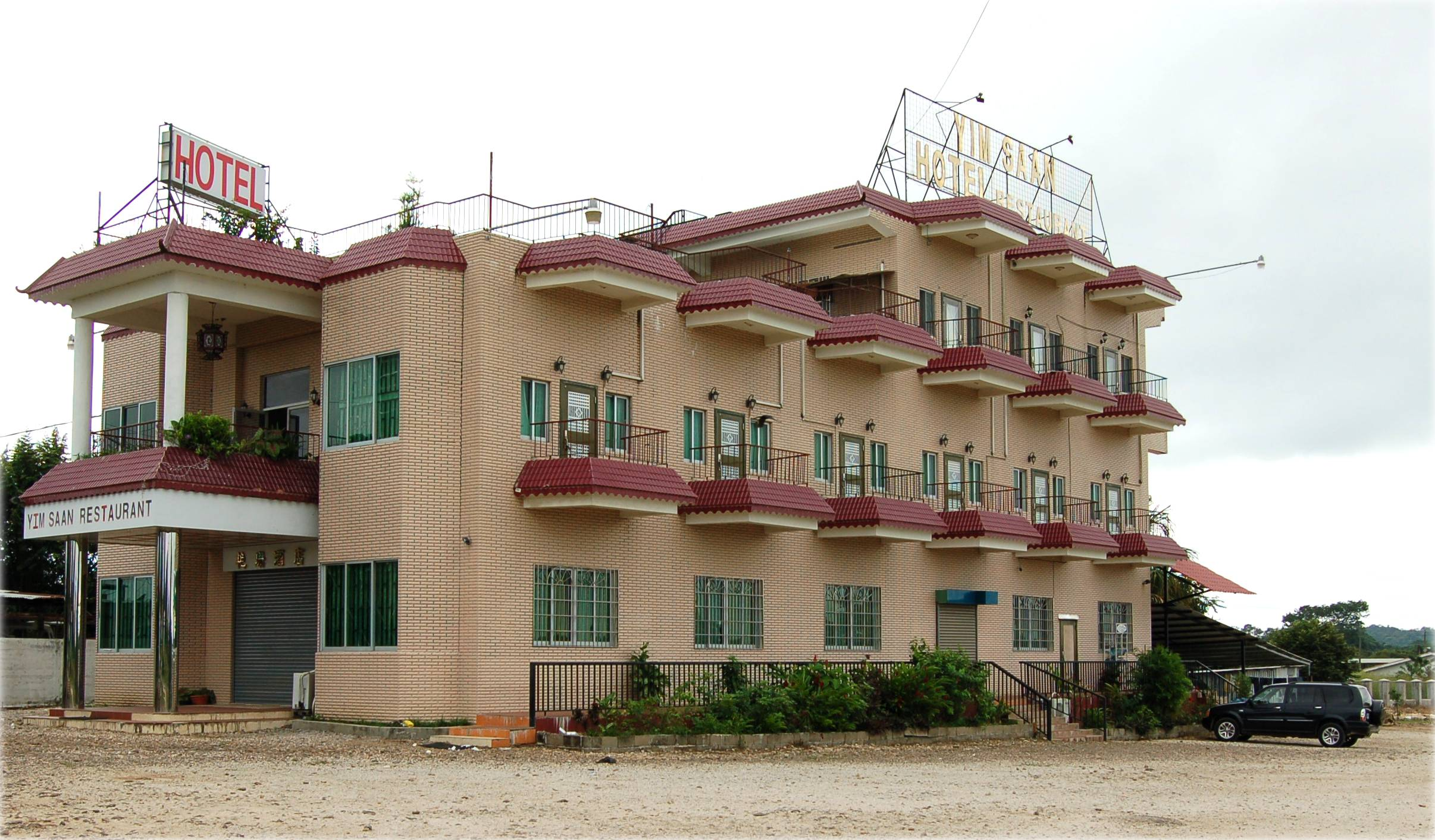
El Hotel chino Yim Saam en Belmopán

### Estructura social
La estructura social de Belice está marcada por diferencias duraderas en la distribución de la riqueza, el poder y el prestigio. Debido al pequeño tamaño de la población de Belice y a la escala íntima de las relaciones sociales, la distancia social entre los ricos y los pobres, aunque significativa, no es tan grande como en otras sociedades caribeñas y centroamericanas, como Jamaica y El Salvador. Belice carece de la mayoría de los violentos conflictos de clase y raza que tanto han caracterizado la vida social en ciertas épocas de sus vecinos centroamericanos.
El poder político y económico sigue estando en manos de la élite local. El considerable grupo medio está compuesto por personas de diferentes orígenes étnicos. Este grupo medio no constituye una clase social unificada, sino más bien una serie de grupos de clase media y trabajadora, orientados vagamente en torno a disposiciones compartidas hacia la educación, la respetabilidad cultural y las posibilidades de movilidad social ascendente. Estas creencias, y las prácticas sociales que engendran, contribuyen a distinguir al grupo medio de la mayoría popular del pueblo beliceño.

## Telecomunicaciones
En Belice, unas 41 000 conexiones telefónicas fijas son operadas por la compañía telefónica nacional, Belize Telemedia Ltd. Además, desde 2005 existe el proveedor privado Speednet Communications Ltd. bajo la marca SMART, que es utilizado con frecuencia por la población local. Ambos proveedores están disponibles en todo el país.
En Belice hay unas 350 000 conexiones de telefonía móvil; solo BTL tiene 270 000 conexiones con la marca DigiCell. Además, también se ofrecen servicios móviles bajo la marca SMART. Hay instalaciones de recepción/transmisión para ambos proveedores de telefonía móvil en los seis distritos de Belice. Para hacer llamadas móviles en Belice con un teléfono propio, se necesita un teléfono móvil que funcione en la red GSM de doble banda a 850/1900 MHz. Esto suele ser posible con las versiones internacionales de los teléfonos inteligentes actuales. Hay tarjetas de prepago disponibles en numerosos lugares del país. Las tarjetas de prepago se recargan en las llamadas estaciones «TOP-UP», que suelen incluir ya todos los supermercados. Para utilizar las tarjetas SIM locales en el propio terminal, se necesita un teléfono sin bloqueo de SIM.
Desde 2016, BTL ha seguido ampliando el soporte de 4G (LTE). Los teléfonos móviles también se pueden alquilar en BTL en el Aeropuerto Internacional Phillip Goldson (PGIA), entre otros lugares. Desde 2018, DigiCell es la marca bajo la que opera BTL.
En 2017, el 47 % de los beliceños utilizaba Internet. Los proveedores de Internet incluyen BTL y «Belize Web», SMART y muchas compañías de cable regionales y proveedores de servicios inalámbricos. Hay un «Centro de Servicios de Correo Electrónico» en la oficina de BTL en Ciudad de Belice y cibercafés en el centro de la ciudad y en zonas turísticas. La mayoría de los cafés y restaurantes disponen de Wi-Fi gratuito.
El uso de la telefonía por Internet a través de Skype, WhatsApp, Facetime ya es posible con todos los proveedores locales.
Desde 2018, Belice está invirtiendo en una red de fibra óptica para ofrecer servicios FTTH. En las regiones de San Pedro, cayo Ambergris, Ciudad de Belice, la ciudad de Belmopán y Orange Walk, el servicio está disponible desde 2018 con hasta 130 Mbps.

## Cultura

### Gastronomía

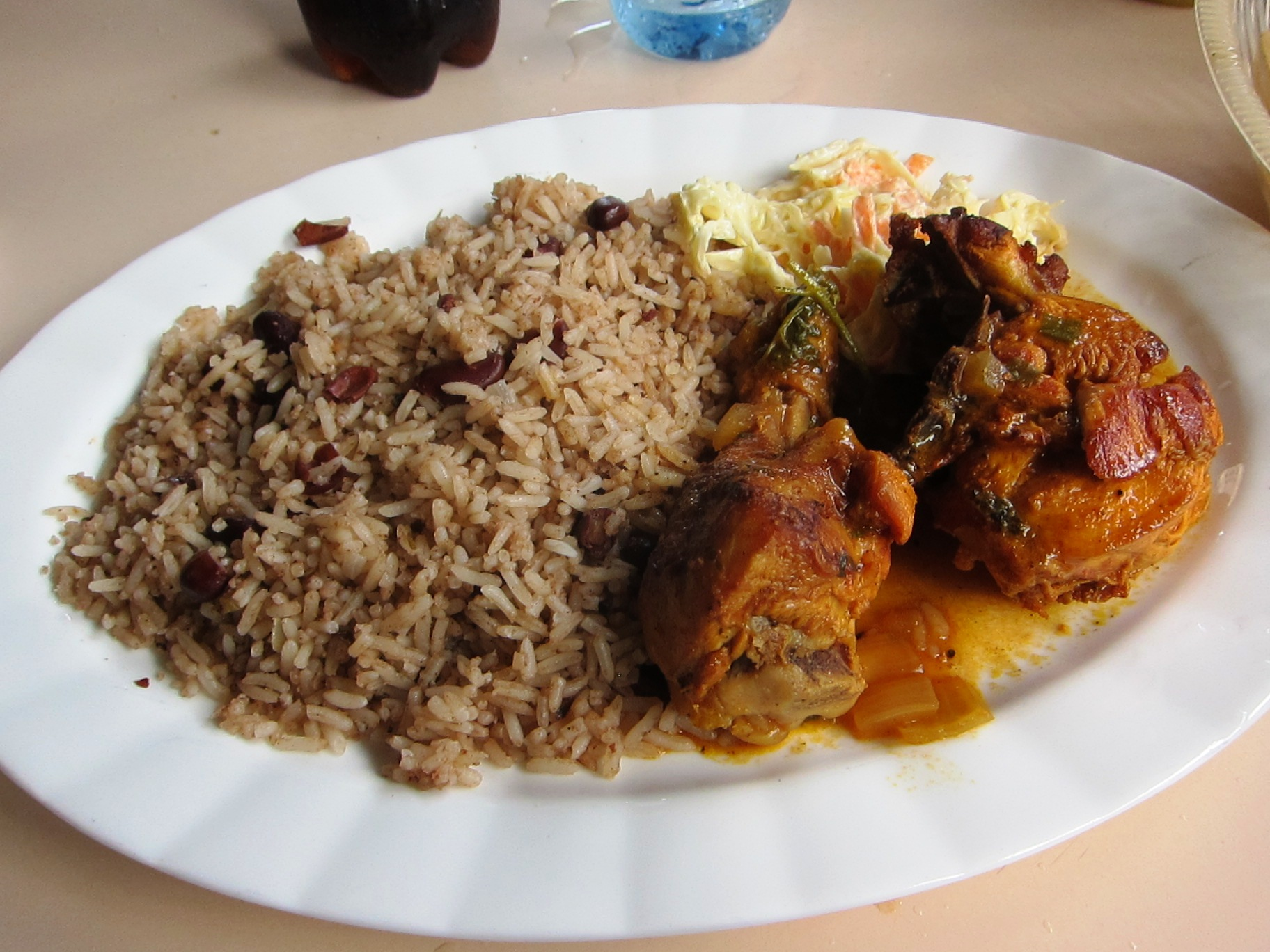
Arroz, frijoles, guiso de pollo y ensalada de papas

La gastronomía de Belice se inspira en la comida mexicana y caribeña, y algo menos en la anglosajona. Sus ingredientes básicos son el arroz y las alubias, consumidos a menudo con carne de pollo en barbacoa, cerdo, ternera, pescado o verdura, otros alimentos beliceños son los tamales, el pozol y los panuchos. La leche de coco y el plátano frito añade a los platos un sabor genuinamente tropical. Las recetas exóticas tradicionales incluyen la carne de armadillo, venado y paca, este último un tipo de rata parduzca similar a un conejillo de indias llamado gibnut en criollo; es el tepezcuintle de México. En otros países hispanohablantes se le llama también chigüire o majaz.
Otro plato tradicional es la sopa de caracol marino (en inglés: conch soup), la cual tiene un sabor muy peculiar y consistencia algo espesa al añadírsele okra, papa, camote, yuca, harina tostada y un toque de chile habanero.
La migración garífuna ha traído consigo también platos a base de pescado y plátano macho. Conocidos son algunos pescados como el sere o el bundiga. Estos son acompañados siempre con arroz blanco en leche de coco.

### Música
El Reggae, la Bachata, y el Dancehall, géneros musicales netamente caribeños, junto con la Punta son los géneros más populares en el país. El brukdown es un estilo moderno de música beliceña relacionado con el calipso; evolucionó a partir de la música y el baile de los leñadores, especialmente una forma llamada buru. El reggae, el Dancehall y la soca, importados de Jamaica y el resto de las Antillas, así como el hip-hop, el heavy metal y el rock de Estados Unidos, también son populares entre los jóvenes de Belice.

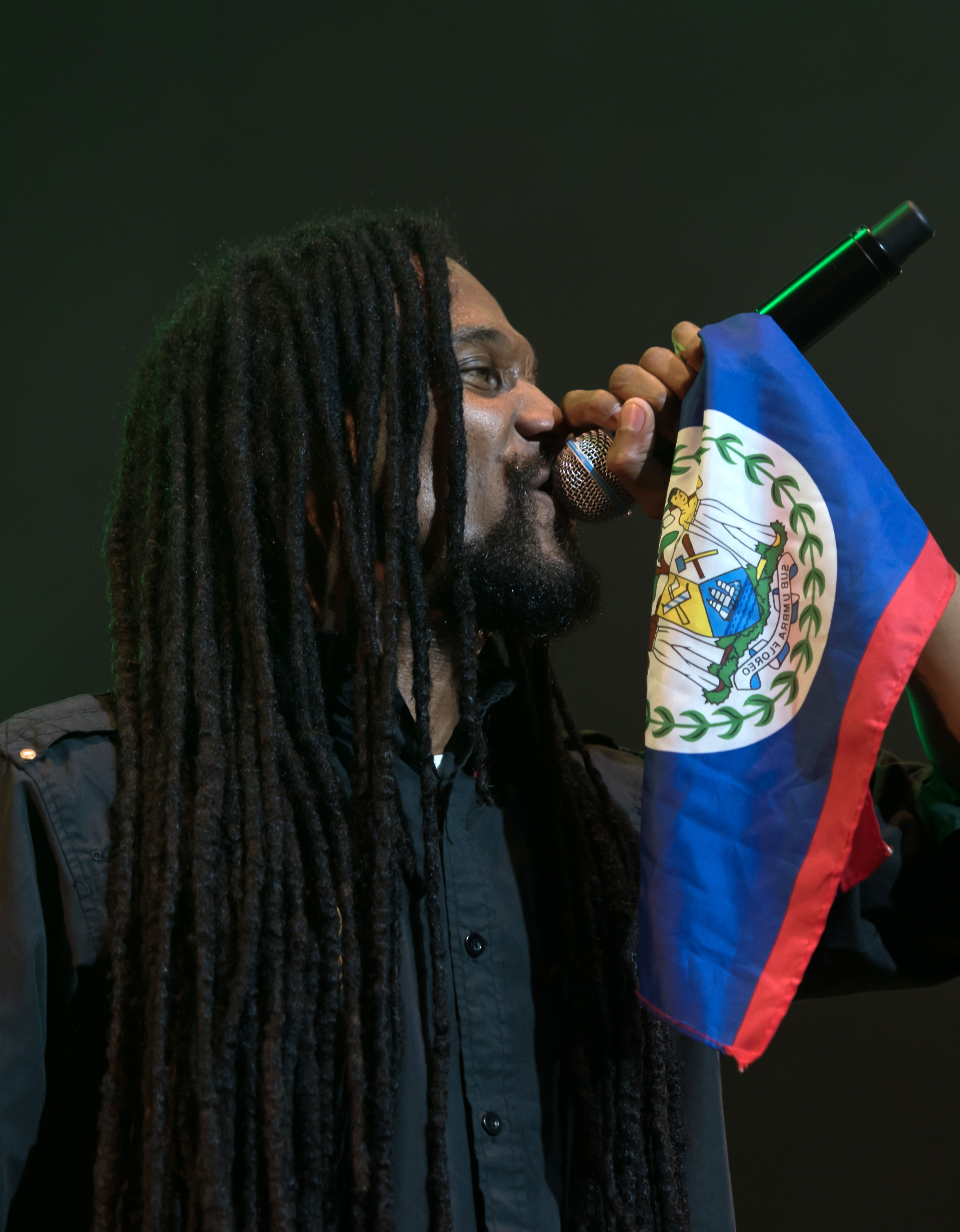
Concierto al aire libre en Belice

Los europeos (españoles y británicos) trajeron polcas, valses, chotices y cuadrillas, mientras que los africanos aportaron numerosos instrumentos y músicas basadas en la percusión, como la marimba. La cultura africana dio lugar a la creación de la música brukdown en los campamentos madereros del interior, que se tocaba con banjo, guitarra, tambor, campana dingaling, acordeón y un hueso de mandíbula de asno que se tocaba pasando un palo por los dientes.
Gran parte de la cultura maya se sustenta en la población maya-mestiza. Del 60 % de la población de Belice con ascendencia maya, el 83 % es también de origen mestizo/español. Aunque se ha investigado poco sobre las músicas del grupo demográfico más numeroso de Belice, lo que se sabe sobre la música maya contemporánea puede derivarse de las tradiciones vecinas de Guatemala y México. Una posible razón de la falta de conocimiento en torno a la historia musical mestiza es la falta de trabajo de campo potencial debido a las complejas poblaciones demográficas.
La música contemporánea maya-meta existe en forma híbrida. Un ejemplo de la música maya contemporánea es la flauta y el tambor tradicionales junto con instrumentos españoles tradicionales como la marimba, el violín y la guitarra. El conjunto de arpas k'ekchi es un ejemplo de esta mezcla cultural. El origen del k'ekchi varía según la fuente: Las comunidades mayas creen que la música de arpa k'ekchi fue creada por los dioses mayas, mientras que otros afirman que el conjunto es una creación híbrida traída por los españoles al convertir a los mayas al cristianismo. Los k'ekchi tocan principalmente en Semana Santa y Navidad, lo que evidencia la influencia cristiana.

### Medios de comunicación

#### Televisión
- Great Belize Television (Canal 5, en inglés, algunos programas en español).
- Tropical Vision Limited (Canal 7, en inglés, algunos programas en español).[133]

#### Prensa escrita
- Amandala.[134]
- Ambergris Today.[135]
- Belize Times.[136]
- The Guardian.[137]
- San Pedro Sun.[138]
- San Pedro Daily.[139]

#### Radio
- Positive Vibes FM (90.5, 102.9 FM).
- LOVE FM (95.1, 88.9, 98.1, 98.5 FM).
- KREM FM (96.5, 91.1, 101.1 FM).
- WAVE Radio (105.9, 99.9 FM).
- Radio Belize.
- Estéreo Amor Belice (solo en español).[140]

### Mitología y tradición oral
Los mayas construyeron impresionantes templos siguiendo el movimiento de los cuerpos celestes, y también desarrollaron sofisticados sistemas matemáticos y astronómicos además de calendarios para medir el tiempo. Los españoles edificaron sobrias iglesias de piedra, pero la arquitectura moderna se basa en el estilo británico caribeño.
En su folclore, encontramos las leyendas de la Llorona, el Cadejo, la Sucia, el Tata Duende y la Xtabay.

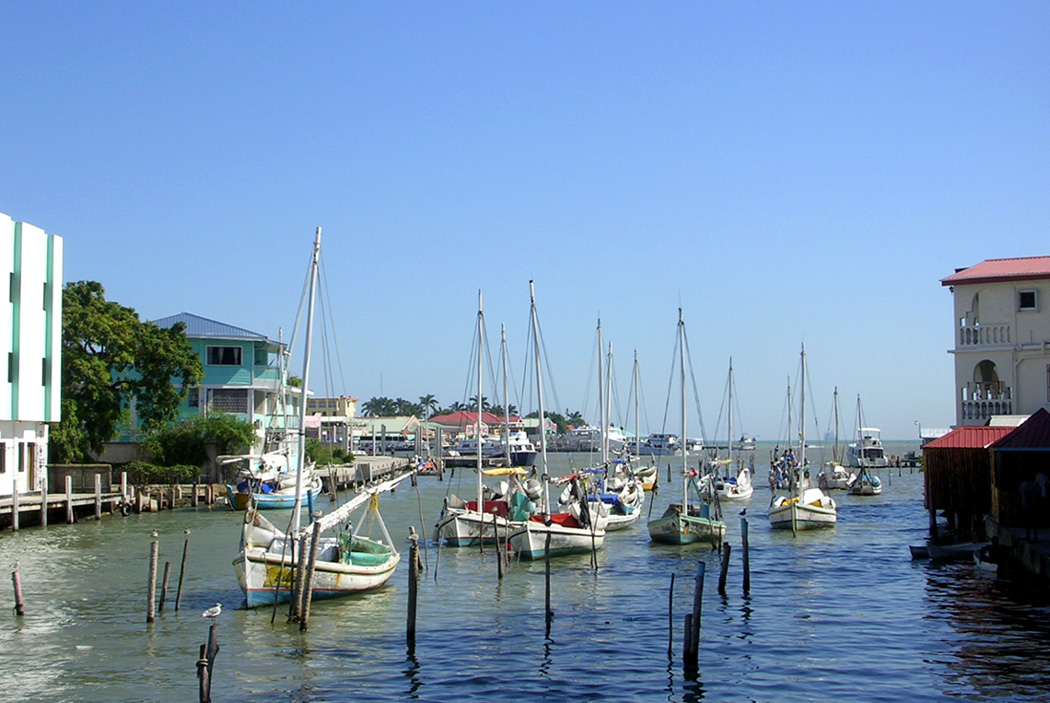
Botes en el Puerto de la Ciudad de Belice

## Transporte
A diferencia de la gran mayoría de los países miembros de la Commonwealth, donde conducen por la izquierda, Belice es uno de los pocos miembros de dicha organización en donde se conduce por el lado derecho de la carretera. El cambio se produjo con el fin de estar en línea con sus países vecinos y el resto del continente americano en general, donde la inmensa mayoría de los países conducen por la derecha. El tráfico pasó a circular por el lado derecho de la carretera el 1 de octubre de 1961.
El aeropuerto principal del país es el Aeropuerto Internacional Philip S. W. Goldson.

## Deporte

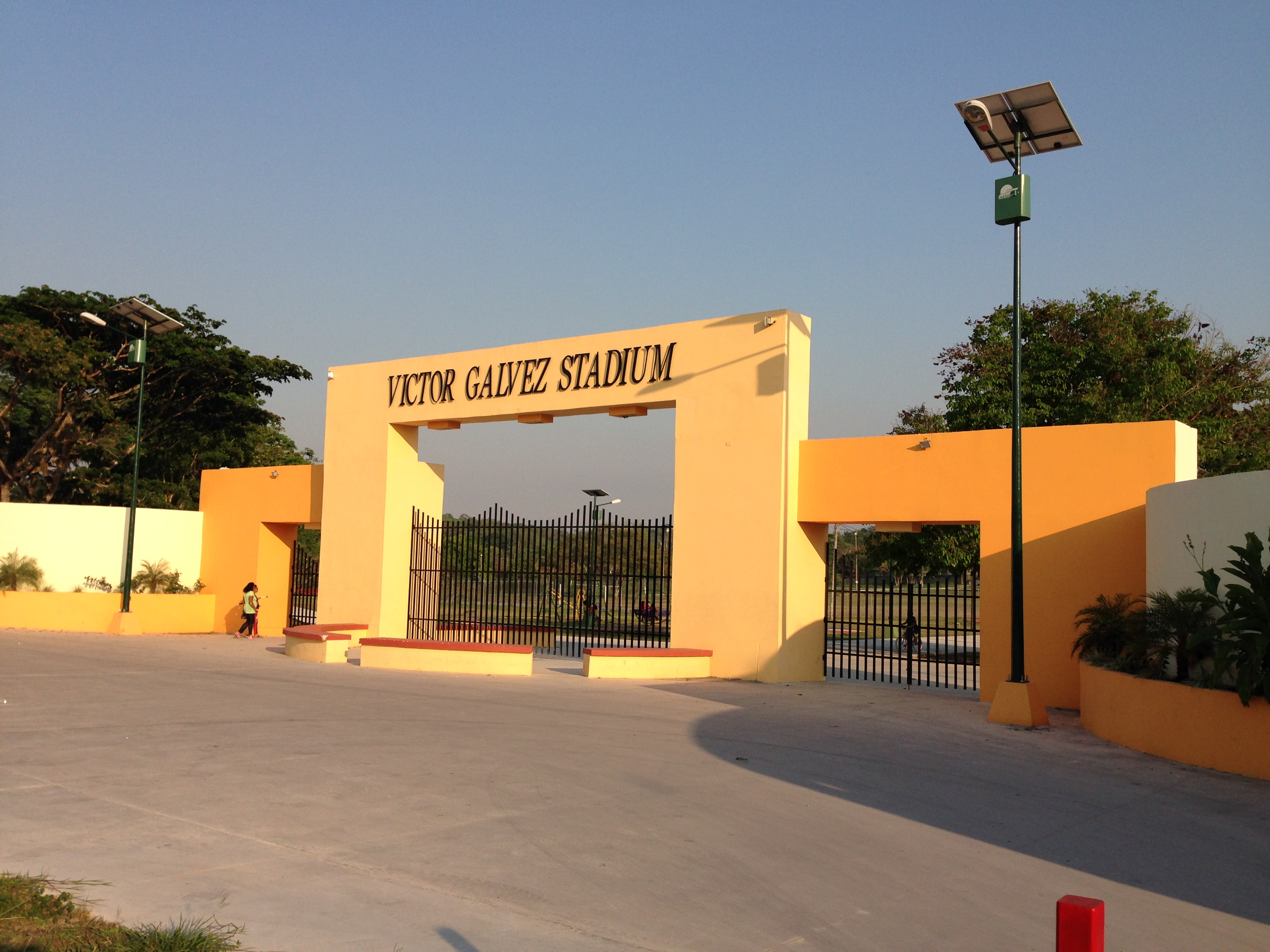
Estadio Víctor Gálvez en Belice

Los principales deportes en Belice son el fútbol, el baloncesto, el voleibol y el ciclismo, seguido por otros menos practicados como el béisbol y el críquet. En las tres participaciones de Belice en los Juegos Olímpicos el país no ha logrado medallas.
La selección de fútbol de Belice es controlada por la Federación de Fútbol de Belice, perteneciente a la FIFA, la UNCAF y la Concacaf. Hasta la fecha, ha participado en solo una edición de la Copa Oro de la Concacaf: En 2013, eliminada en primera fase. A nivel local, existe la Liga Premier de Belice, fue fundada oficialmente en 2011 y el equipo más laureado es el Belmopan Bandits con 9 títulos, seguido del Verdes con 4, y el Police United con 2.

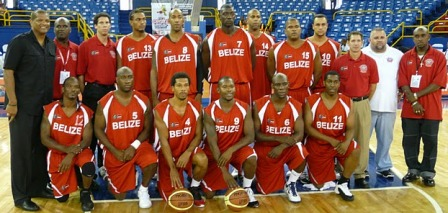
Selección de Baloncesto de Belice en 2010

El baloncesto también tiene muchos seguidores, y muchos beliceños juegan en ligas locales y escuelas. La Federación de Baloncesto de Belice organiza torneos nacionales y este deporte goza de un entusiasmo generalizado.
El softball es especialmente popular entre las mujeres de Belice. Tiene una rica historia y se practica tanto a nivel recreativo como competitivo.
El críquet tiene una larga tradición en Belice, sobre todo en las comunidades rurales. Es un deporte que ha pasado de generación en generación y sigue siendo una actividad muy apreciada.

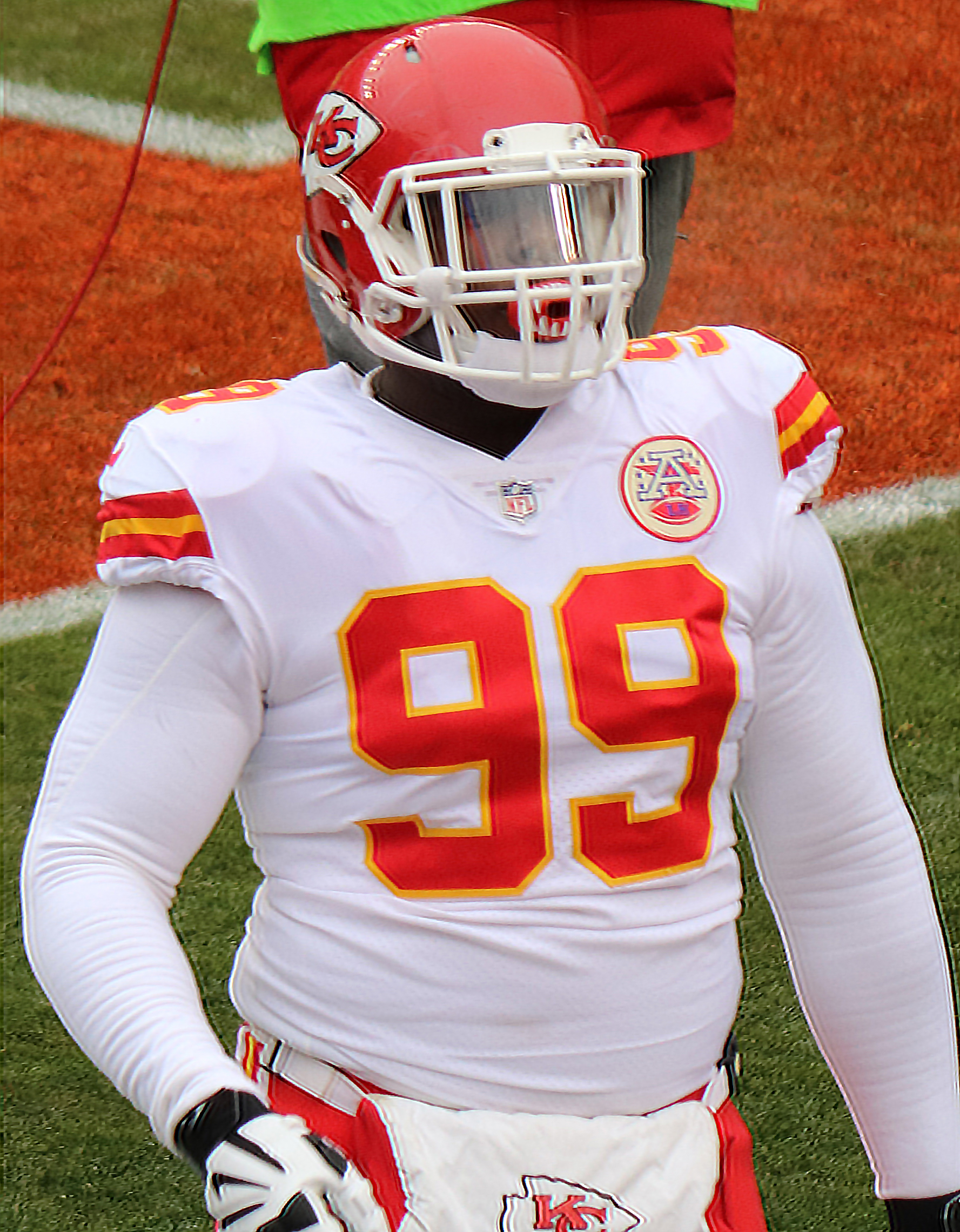
Rakeem Nuñez Roches Jugador de Fútbol americano nativo de Belice

Las pruebas de atletismo son populares en Belice, con muchos atletas que participan en competiciones nacionales y regionales. Los programas de atletismo escolar suelen ocupar un lugar destacado en los deportes juveniles.
El voleibol es otro deporte popular, con numerosos torneos y ligas locales. Se juega tanto en pista cubierta como en la playa, y atrae a participantes de todas las edades.
El ciclismo es conocido por la carrera anual Holy Saturday Cross Country Cycling Classic, uno de los acontecimientos deportivos más antiguos y prestigiosos de Belice. Ciclistas de todo el país y de fuera de él participan en esta desafiante carrera.
El boxeo ha resurgido en popularidad, con varios gimnasios y clubes de boxeo locales que fomentan el talento. Tiene muchos seguidores y sigue creciendo.